# 気候変動に対する個々人の行動

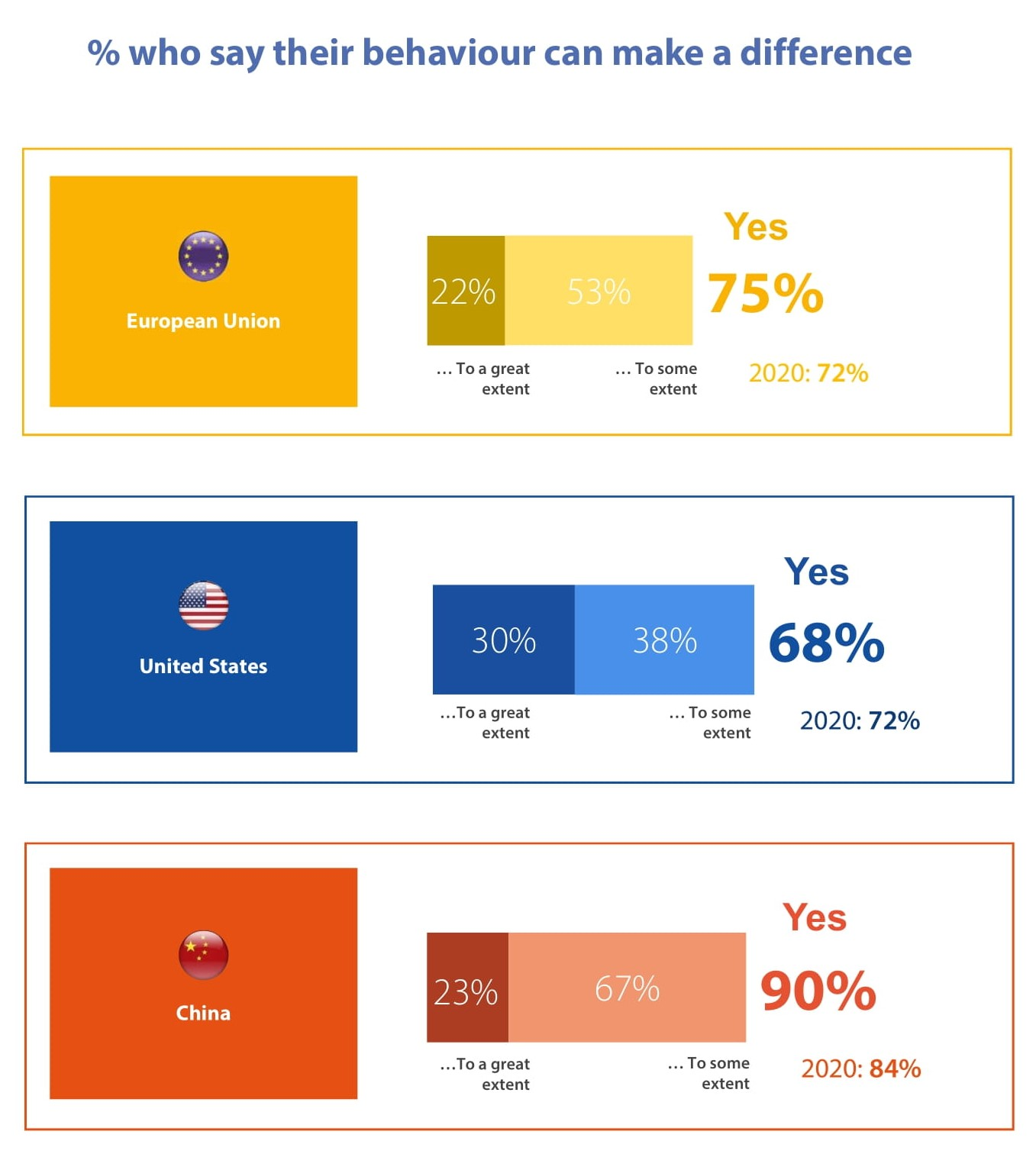
自分たちの行動が気候変動への取り組みを変えさせると信じる人々が特に欧州や中国で増えている。

この項では、われわれ一人ひとりという意味を強調するため個々人という言葉を用い、単に「集団」に対する存在という意味の「個人」から区別する。

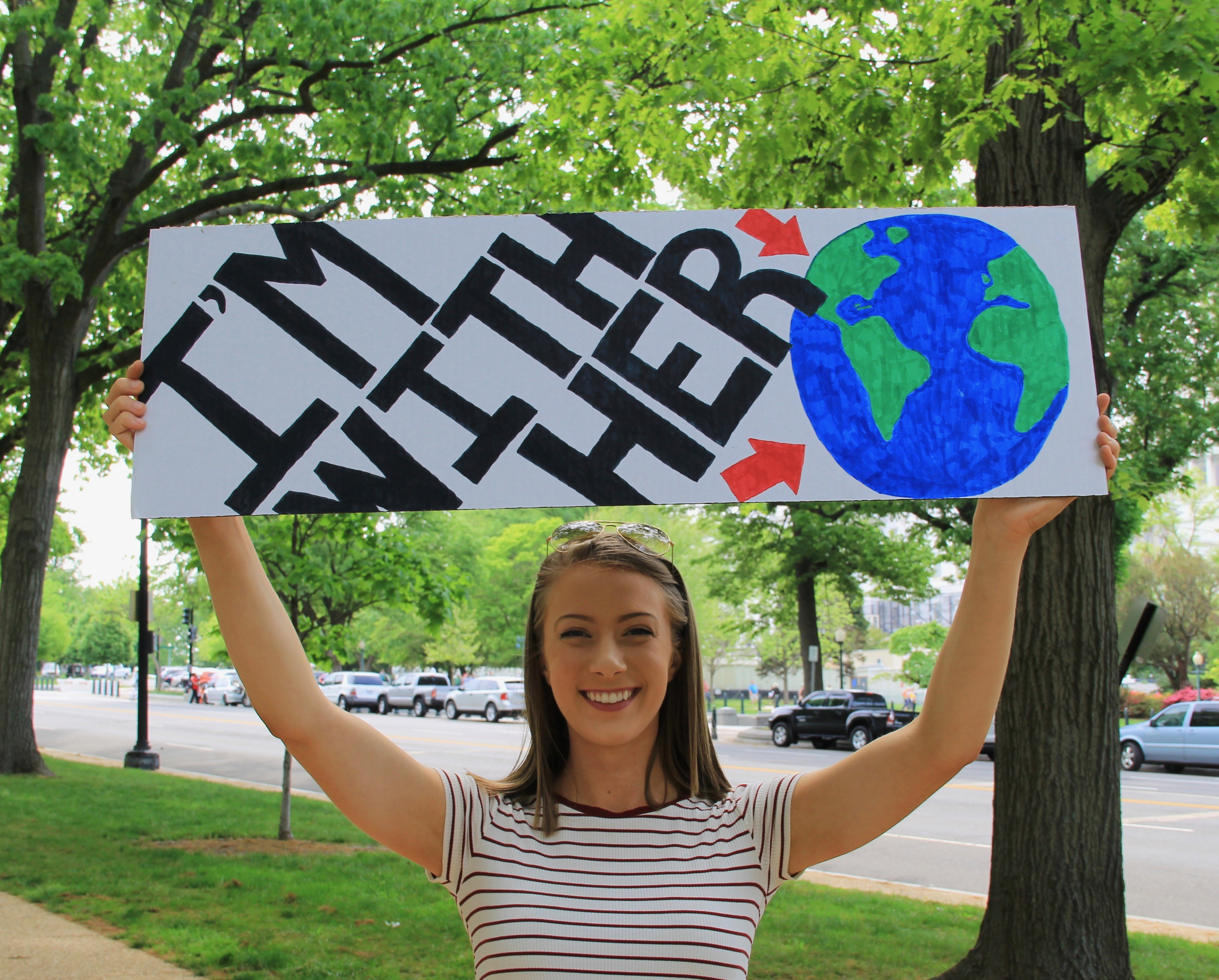
People's Climate March (2017)でのデモンストレーション

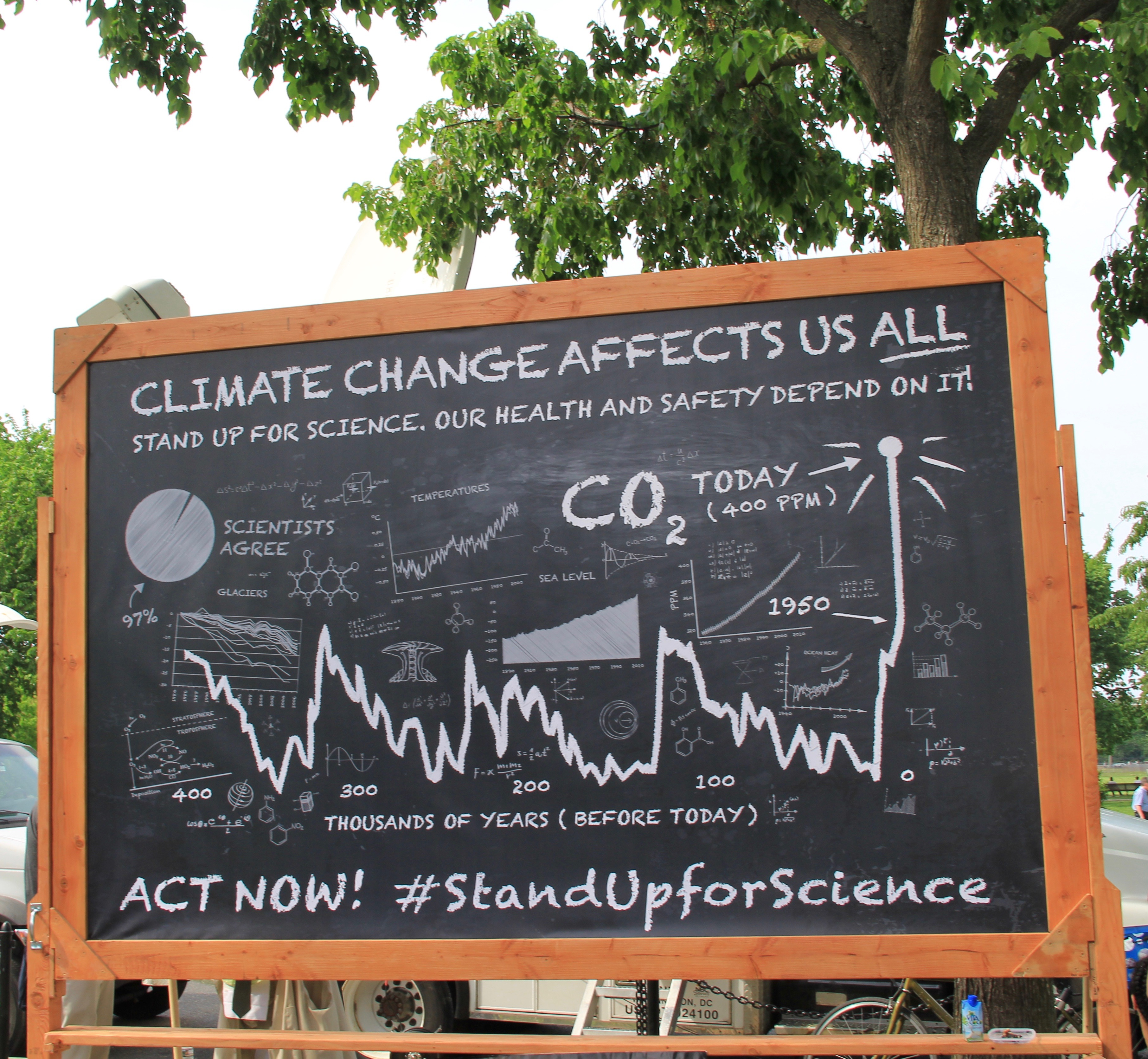
2017年4月 29日にワシントン DC で開催された2017 People's Climate Marchでの大気二酸化炭素濃度のグラフ。

気候変動に対する個々人の行動（きこうへんどうにたいするここじんのこうどう、Individual action on climate change）は、食生活、移動、家庭でのエネルギー使用、商品やサービスの消費、家族の人数など、多くの分野で実行できる。
「デコ活」は日本の環境省および経済産業省が2023年以来、これら個々人レベルでの行動を国民運動とするべく行っているキャンペーンの名称である。例えば、植物性食品を主とした食習慣、同じ食品ならなるべく近くで生産されたもの（地産地消）を選ぶことでフードマイレージとバーチャルウォーターを減らすこと、十分な家族計画のもと子供を増やしすぎないこと、メーカーの計画的陳腐化策略に乗らず衣類や電化製品（家電、携帯電話など）を長持ちさせて使い不要不急な買い替えをしないこと、家をできるだけ電化すること、自家用車や飛行機には極力乗らないこと、などである。また個々人は気候変動諸問題に関する各地域や政治的な提唱活動に参加することもできる。
耐久性があり再使用可能な容器、例えば昼食を使い捨て袋や箱でなく弁当箱やタッパーウェアなどで持参すること、レジ袋の受け取りを拒否すること、地元の農産物、最小限に包装された食品・日用品を購入することなどは使い捨て容器や過剰包装の製造・廃棄による環境汚染も削減し温室効果ガスの生成も軽減できる。これらのような個々の消費者としての小さな行動や個人の生活を「グリーン化」することは、集団的な行動に比べれば取るに足らないと嗤う批判もあるが、社会的行動に関する研究によれば個々人の行動は集団行動につながり、ライフスタイルを変えることが組織的な変化の勢いを高めると奨励される。たとえば個々人が植物ベースの食事を試みたり、車の代わりに自転車に乗って通勤したりするなど、新しい行動を学習・実践することで、その個々人が属するグループ全体を啓蒙し広めることができる。2020年のマックス・プランク研究所の研究では、肉食者がベジタリアンを同伴し、レストランで肉の有無を選択できる場合、肉食者でもベジタリアン料理を選択する可能性が高く、その結果、肉食（すなわち高炭素食）の需要が減少し、さらに同行するベジタリアンの数が増加するにつれてその確率は増加した。
過剰消費は、気候変動の原因としてむしろ人口増加よりも非難されるべきものである。とりわけ過剰消費生活習慣の富裕層はカーボンフットプリントが極めて大きく、最も裕福な10%の人間が全温室効果ガスの約半分を排出している。2021年の論文では、77億人もの世界人口が天然資源の消費と交通輸送による温室効果ガスの排出など様々な形で気候変動を引き起こしているとしているが、温室効果ガス排出量の90%は世界の富裕層による過剰消費が原因であり、環境税や炭素価格政策、その他の政策を通じて是正できるとしている。
2024年のNature誌に発表された研究によると、地球の限界超過責任の31～67％と51～91％は、先進国と発展途上国の消費者のそれぞれ上位10％と20％にある。上位20％の消費者が環境への影響が最も低い消費習慣をとるだけで地球環境圧力を25～53％削減できるとし、地球の限界の侵害の対処には、支出額の多い消費者すなわち過剰消費者に焦点を当てる必要があることを強調している。
2025年現在地球温暖化はすでに暴走しつつあり対策はもはや一刻の猶予もならない。日本では2023・2024年、国内年平均気温の1898年以来観測史上最高記録が2年連続で更新されかつての平年気温との差は1.48℃に達し、わずか2年でパリ協定1.5℃遵守（など）が殆ど絶望的な状況に陥った。 2022-2024年の一連の研究によると、いったんこの目標1.5℃を越えたら温暖化は実質上不可逆的に進行し、あらゆる自然環境や生物が永久に失われ（例えば）、たとえその後に気温を下げることができたとしても、地球はもはや元の状態には戻らない。これら発表のわずか4か月後2025年2月6日、欧州連合（ＥＵ）の気象情報機関「コペルニクス気候変動サービス」は2025年１月の世界平均気温は13.23℃で、１月としては1940年からの観測史上最高だったと発表した。産業革命前と同程度とされる1850～1900年の１月の平均より1.75℃高くパリ協定目標をすでに突破し、温暖化がすでに始まった1991～2020年の1月の平均さえよりも0.79℃も高い。科学者たちは「海洋を冷却するラニーニャ現象があったにもかかわらずこの状況に地球が陥ったことは温暖化がすでに危険なレベルに達したことをはっきり示しており、バレンシア洪水やロサンゼルス山火事を踏まえると、危険な気候崩壊が全地球スケールで到来したことに疑いの余地はない。」と述べた。
2022年の欧州での調査によると、気候変動は人類が直面している2番目に差し迫った問題で、回答者の72%が個々人各自の行動が気候問題への取り組みに違いをもたらすと信じている。ニュージーランドで2009-2018年にかけて56,513人を対象に実施した調査によれば、若年層ほど気候変動について懸念している。自分たちの世代の将来がかかっているという自覚の顕れであるともいえる。逆に言えば気候問題を作った高齢世代ほどその責任を感じていないということにもなる。その対照を鮮明にしたエピソードに、気候変動に関するアル・ゴアの2006年の映画『不都合な真実』の試写会での出来事がある。ベンチャーキャピタリストのジョン・ドーアと彼の娘が映画を見た後に娘が言い放った一言「パパの世代がこんな問題を作ったのよ」はその場の一座を凍り付かせた。彼は言葉を失い、衝撃を受け、地球温暖化解決提言プロジェクトを立ち上げた。

## 提案された個々人レベル達成目標と現状

富裕国（発展国）は貧困国（発展途上国）よりも国民一人当たりの二酸化炭素排出量が多いことが国別に富の影響をスケーリングするとわかる。一人当たり平均GDP が約 10,000 ドル以上で増加率はやや減少するものの排出量は一人当たりのGDPにほぼ正比例して増加する。

縦軸は各国の国民年間一人当たり二酸化炭素排出量（2023年）、横軸は各国の人口（すなわち各国の色別された長方形はその国の総排出量）を示している。化石燃料産出富裕国であるサウジアラビアは人口こそ少ないものの一人当たり排出量は突出して世界最多であり、以下米国・ロシア・イラン・中国・日本と続き、日本人は世界第６位の最悪排出国民である。

2021年の時点で、温暖化を1.5度未満にとどめるパリ協定の目標の可能性50%を達成するための残りの炭素収支は、二酸化炭素4,600億トンである。これは2020年の排出率が一定で続くと仮定して計算した場合の11年半の量に当たる。2010年代後半で世界平均の一人当たり温室効果ガスは年間約7トン、このうち二酸化炭素換算で食糧生産0.7トン、家庭から1.1トン、交通・輸送から0.8トンで約5トンは実際に二酸化炭素である。
パリ協定目標達成には、2030年までの一人当たりの年間二酸化炭素排出量は2.3トンと見積もられている。2020年の時点で、インドでは平均でこの目標をほぼ達成しているが、フランスや中国ではこの目標を上回っており、米国とオーストラリアでは遥かに超える。一人当たり排出量もまた国によって非常に大きく異なり、裕福な人間ほどより多く排出する。2015年のオックスファムの報告書では、世界の最富裕層10%が全温室効果ガス排出量の半分に責任があると計算されている。国際連合の2021年の報告書では、1990年から2015年までの排出量増加の40%近くは、最富裕層5%によるものである。
IPCC第6次評価報告書は2022年に次のように指摘した。「人々は幸福の増進のためには一次エネルギーや物理的資源そのものではなくサービスを求めている。サービスの需要と、人々が果たすさまざまな社会的、政治的役割に焦点を当てることで、気候変動対策への貢献が広がる。」この報告書は、行動・ライフスタイル・文化の変化が、技術的および構造的変化を補完することで気候変動を緩和する高い潜在能力を秘めていると説明している。

### 「ライフスタイルのカーボンフットプリント」の意味すること

欧州投資銀行気候調査で大半の人々は気候変動への影響を減らす努力をしており、欧州で19％、米国で27％、中国で10％の人々は実際にライフスタイルを大きく変えたと回答している。

カーボンフットプリントとはもともと、ブリティッシュ・ペトロリアム（BP）が資金提供した2004年から2006年にかけての広告キャンペーン「Beyond Petroleum」によって造語され広められたものだが、このキャンペーンについては、自らの責任を逃れるために広めたもので、グリーンウォッシングだという非難もある。
世界保健機関は2008年に、「あなたのカーボンフットプリントは、あなたの活動が化石燃料の燃焼によって生成する二酸化炭素の量に及ぼす影響である」と書いている。日本地球環境戦略研究所は2019年に、ライフスタイルカーボンフットプリントを「政府消費分及びインフラなどの資本形成によるものを除く、家庭からの最終消費から直接排出される分および間接的に誘発される温室効果ガスの排出」と定義した。
2020年のあるレビューでは、多くの学術的研究はそこで扱っている「個々人のカーボンフットプリント」の範囲を適切には説明していないとしている。しかし国際連合環境計画の2020年のレポートは、二酸化炭素換算ではなく一人当たりの二酸化炭素排出量を推定し、すべての消費排出量を単なる家庭消費ではなく個々人に割り当てた。

## 衣食住
衣食住の中でも食料生産・消費は温室効果ガスならびに関連する廃棄物の特に大きい発生源である。食料生産関連の温室効果ガス排出量のうち57%は動物由来食品（家畜飼料を含む）、29%は植物由来食品であり、中でも生産に伴い多量のメタンが発生する牛肉・羊肉・乳製品・米は75%に関連する。しかし食品ロスの削減・植物食中心の食生活・生産方法の改善を同時に行うことで、その55%以上を回避できると見積もられている。

### 食品ロスの根絶
食品ロスをなくすことは地球温暖化抑制に必須かつ最も効果的な行動である。
世界の食料生産は人類が毎年排出する温室効果ガスの約4分の1の原因となっており、そのうち畜産だけで温室効果ガス排出量全体の14.5%にもなる。食料にかかる二酸化炭素排出量は生産から消費までのトータルで年間一人当たり2.2トンと見積もられている。これが正しいなら衣食住の食だけでパリ協定順守目標の一人一年2.3トンのほぼ全部を使い切ることになる。ゆえに食品ロスの低減は必須であり、2020年のプロジェクト ドローダウンでは気候変動に対し最優先第1位の対策課題とされている。幸い上記2.2トンのうち1.9トンは削減可能とされている。
2023年のNature Foodに掲載された研究によると食品ロスによる二酸化炭素排出は食品システム全体での排出量の半分もの量を占める。米国での見積もりでは、小売店まで届けられた食品の31%が小売店と消費者によって廃棄されている。さらに、廃棄された食品が埋め立てなどで腐敗して発生する二酸化炭素排出量は食料1キログラムあたり2.5キログラムであり、それと同時に二酸化炭素の80倍以上の温室ガス効果を持つメタンも発生する。
食品ロスは同時にその食品が生産者から消費者に届くまでの間に費やしたエネルギーのロスでもある。2022年のNature Foodに掲載された研究によると食品が生産者から小売店に届くまでの輸送に関わる排出量は野菜・果物の場合でも全体排出量の20%くらいにもなり、肉、鮮魚、乳製品など冷蔵輸送ではさらにその20-30%増しになる。
フランスでは2016年以来、スーパーマーケットが売れ残り食品を廃棄することを禁止し慈善団体へ寄付することを義務付ける法律が施行されている。2023年の開店以来、提携するパリ市内の17のベーカリーから前日の売れ残りのパンを回収・活用し、新たな商品として販売し食品ロス問題に立ち向かう店もある。
食品そのものの廃棄に加え無視できないのがその包装材の廃棄である。食品ロスの低減は包装材の製造・廃棄による温暖化と環境汚染の両方の低減にもつながる。（包装材プラスチック廃棄物の削減の項を参照）
個々人で出来るもっとも効果的な方法はそもそも余計な食品を買わないことである。家計節約や肥満防止にも役立つ。たとえばスーパーに行く前必要なものだけをリスト書きし、空腹での衝動買いをしないよう食事は済ませておくなどで十分実行できる。

### 植物性食品中心の食生活

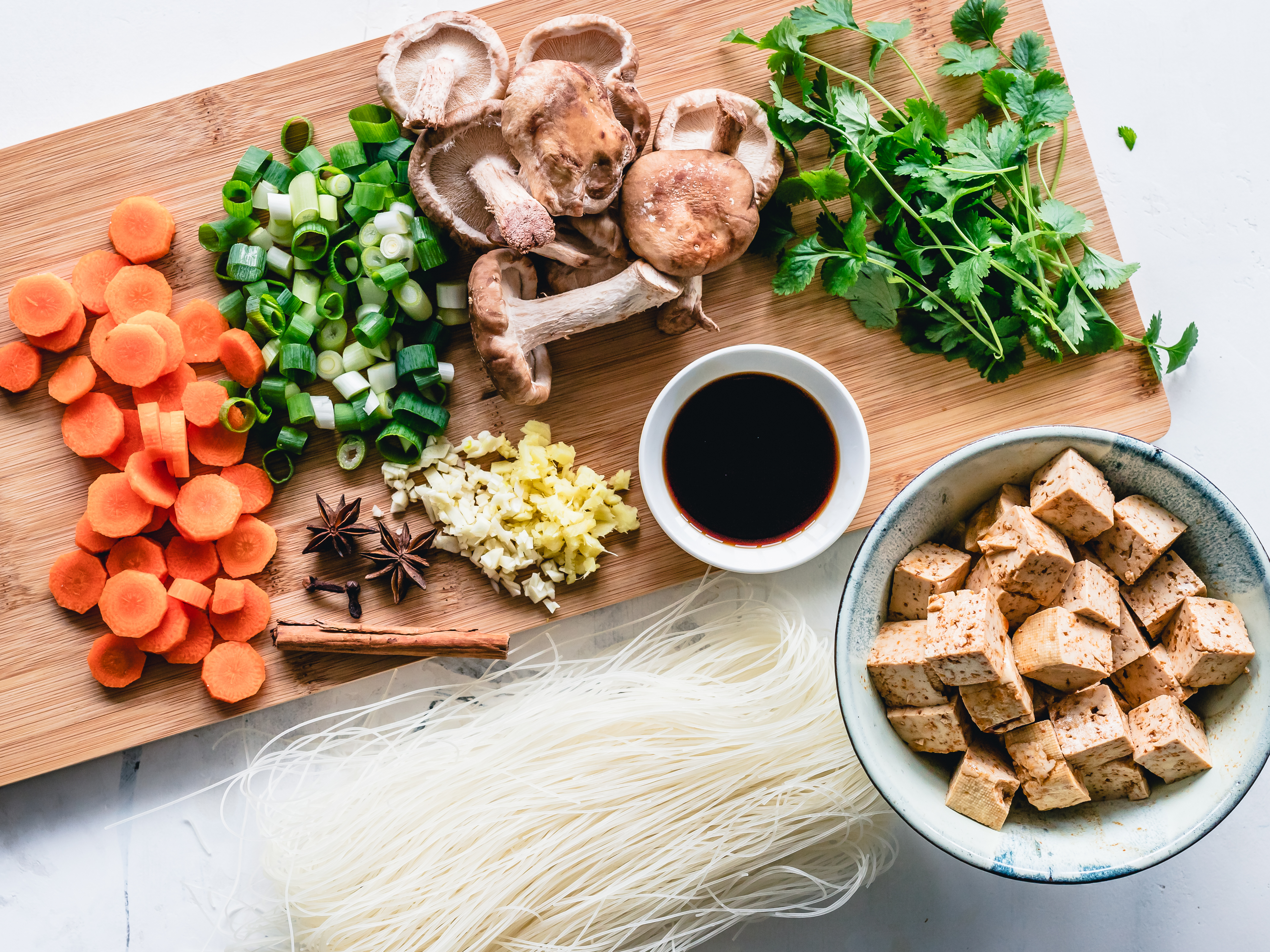
低炭素料理の例: ビーガンフォーの材料

肉食を減らすこと（低炭素食）は地球温暖化抑制に2番目に効果的な行動である。
低炭素食とはカーボンフットプリントの少ない食を意味し、糖質制限食を意味する低炭水化物食と似た用語であるが全く異なる。その意味から肉食や乳製品は高炭素食で、その摂取を避けることはそれだけで環境負荷を減らすために個々人でできることとしては最も効果的なこととされている。
人間と人間が食べる家畜は地球上の哺乳類バイオマスの96%に達する
伝統的に植物ベースの食事を取っていた中国やインドなどの人口大国でも肉食が増加する傾向にあり、2022年の見積もりでは人間と人間が食べる家畜は地球上の哺乳類バイオマスの96%に達する。畜産は温室効果ガス排出削減のために変えられる余地があまりなく、肉食を続けるには他のすべての部門（航空を除く）よりもカーボンオフセットが必要とされる。
150カ国以上の11,000人以上の科学者によって支持された2019年の世界科学者気候緊急事態警告では「動物性食品、特に反芻家畜（牛、羊）の世界的な消費を減らしながら、主に植物由来食品を食べることで、大幅に温室効果ガス排出を減らし人間の健康状態をも改善できる」と声明を出した。植物食中心食習慣は、家畜生産と、放牧目的の森林破壊による二重の原因による地球温暖化回避につながることから、2020年のプロジェクト ドローダウンでは気候変動に対する2番目に有効な解決策として挙げられている。
肉類、特に牛肉や子羊肉の摂取を減らすと、温室効果ガス排出が削減される。牛は短期的には二酸化炭素よりも強力な温室効果ガスであるメタンを排出するため、牛肉生産は気候温暖化への悪影響が大きい。2018年の調査によれば、米国人の5分の1は大量の肉、特に牛肉を食べるせいで、国の食糧関連の炭素排出量の約半分に責任がある。
気候変動に対する個々人の行動の一環として推奨される食生活は健康にも良く、一日平均赤身肉15g（約0.5オンス）未満と乳製品250g（牛乳約1杯）未満である。IPCCは2019年特別報告書の概要で植物食中心の食生活への移行が気候変動の緩和と適応に役立つと主張した。
この報告書に寄稿した生態学者のハンス・オットー・ペルトナー氏は、「私たちは人々に何を食べるかを指図したくはないが、多くの金持ち国の人々が肉を食べる量を減らし、政府が人々にそうさせる奨励策を講じるなら、気候と人類の健康の両方にとって実際に有益であろう」と述べた。
2022年の調査では、欧州人62%・米国人60%・中国人83%が、持続可能な方法で生産された食品なら多少高くてもよいと回答しており、欧州人51%・米国人40%・中国人73%が気候変動と戦うために購入できる肉や乳製品の量を減らすことを支持し、欧州人79%・米国人62%・中国人88%がすべての食品により持続可能な食品を選ぶために環境フットプリントのラベルを付けることを支持している。
Nature Foodに掲載された2022年の研究では、高所得国が植物食中心の食生活に切り替えれば、畜産に使用されていた広大な土地が自然状態に戻り、その結果、1000億トンの二酸化炭素を隔離吸収できる可能性がある。気候変動の緩和に加えて他にも、水質の改善、生物多様性の回復、大気汚染の削減など多くの利点がある。Nature Foodの2023年の論文でも同様に、ビーガンの食事は二酸化炭素排出量、水質汚染、土地利用を75%削減し、同時に野生生物相の破壊と水の消費も大幅に削減するとしている。

### 牛肉食は最悪の食習慣である

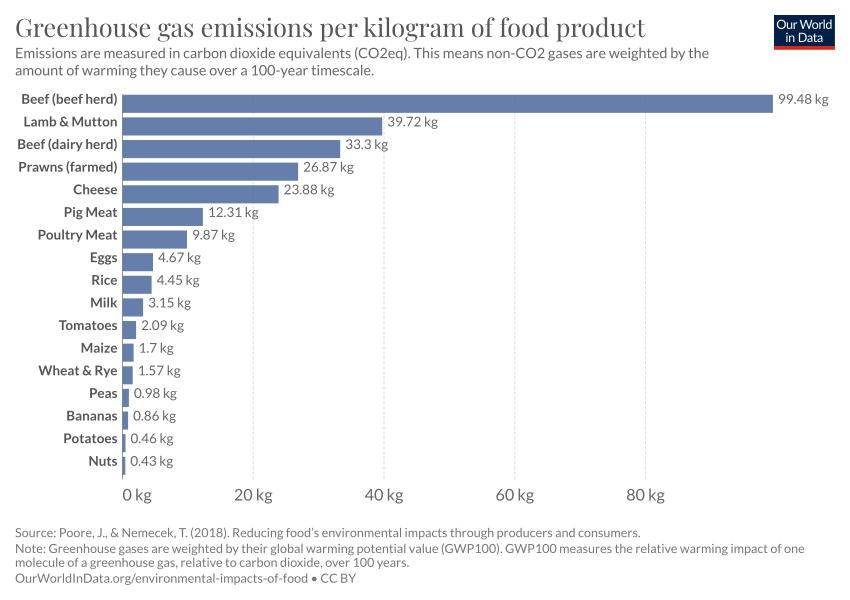
それぞれの食品1キログラムあたりの二酸化炭素換算キログラム (kgCO₂eq) 。Our World In Dataより引用

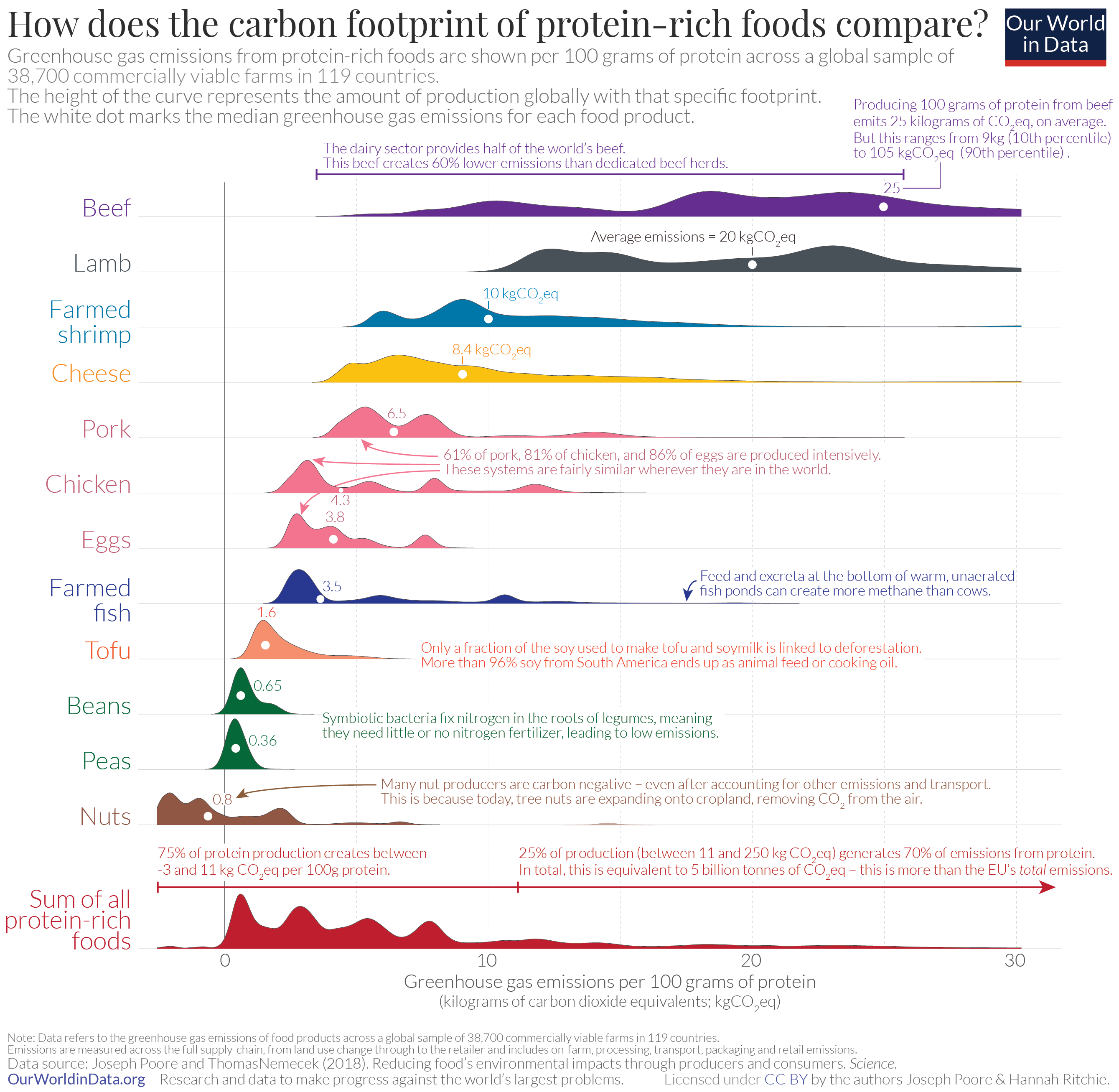
一般にタンパク源とされている各食品からのタンパク質含有量あたりの換算二酸化炭素排出量。曲線の高さは、その特定の換算二酸化炭素量を排出する生産者分布を示す。Our World In Dataより引用

食品生産による温室効果ガス排出の大部分は土地利用の変化と農場段階のプロセスから生じる。農場段階の排出には、有機肥料（堆肥管理）と合成肥料の両方の施用や、反芻動物腸内発酵メタン生成などが含まれる。これらを合わせるとほとんどの食品のカーボンフットプリントの80%以上を占める。2018年にサイエンス誌に発表された、19か国38,000以上の商業農場のデータを用いた最大級の世界食料システムのメタ分析により、多様な食品1キログラムあたりの温室効果ガスの総排出量が見積もられている。二酸化炭素は温室効果ガスとして最も重要だが唯一ではなく、農業は二酸化炭素よりはるかに強力な温室効果ガスのメタンと亜酸化窒素の大きな発生源である。これら食品生産に伴うすべての温室効果ガス排出量を把握するため、二酸化炭素のほかすべての温室効果ガスを考慮に入れて二酸化炭素換算キログラムでカーボンフットプリントを表示している。

動物性食品は植物性食品よりもはるかにカーボンフットプリントが大きい。中でも牛肉（肉牛）は最悪で1キログラムの生産に換算二酸化炭素排出量99.5キログラムが伴う。羊肉は39.7キログラム、チーズは23.9キログラム、豚肉は12.3キログラム、鶏肉9.9キログラムとなっているのに対し、エンドウ豆はわずか0.98キログラムである。栄養価あたりで比較するためその食品から摂取できるタンパク質100グラムあたりで換算二酸化炭素排出量を比較すると、牛肉（肉牛）では49.9キログラム、豚肉では7.6キログラム、鶏肉では5.7キログラム、エンドウ豆では0.44キログラムである。このきわ立った牛肉の食材としての悪効率の理由は、牛の畜産に広大な土地と牧草の涵養に大量の水資源（すなわちバーチャルウオーター）が必要とされる上に、牛が二酸化炭素の80倍以上の強度を持つ温室効果ガスのメタンガスを放出することにある。
食材生産が及ぼす影響は、その食材重量あたりでではなく一食消費量あたりの二酸化炭素排出量で表す方がより実際を反映しかつ実感としてとらえることができる。これを牛肉食としてよく食べられているチーズバーガーを例に見積もると１つあたり約4.79ポンド（2.17キログラム）または1.9キログラムの二酸化炭素排出とされ、チーズバーガー喫食本体の約10倍もの二酸化炭素重量であり、これは自動車で約5マイル（８キロメートル）走るのと同等の排出量である。別の見積もりでは1つあたり合計3.6～6.1キログラムの二酸化炭素排出量であり、これを米国全体での1年当たりチーズバーガー消費量から毎年排出される温室効果ガス量で換算すると、650～1,960万台のSUV車が排出する量に相当する。
日本でよく食べられているメニューについても1人前あたり二酸化炭素排出量（キログラム）を見積もると、ステーキ4.21、チーズバーガー3.10、いくら丼3.17、から揚げ2.28、牛丼2.10、ビーフカレー1.93と牛肉を使用したメニューはどれも排出量が大きく、ハンバーガーや牛丼のチェーン店の安易な利用は個々人の行動として温暖化抑制の観点からは好ましくない。
一方、食品輸送のカーボンフットプリントは生産のそれに比べて比較的小さく、牛肉や乳製品では上述のとおり生産時のカーボンフットプリントが巨大なため、輸送が牛肉の温室効果ガス排出量に占める割合は通常1%未満で、たとえ産地近くで消費したとしてもカーボンフットプリント削減は微々たるものにしかならない。

### 米飯は突出して高炭素な主食である
日本の一般消費者にあまり認識されていないかもしくは軽視されている世界的大問題は、米作が小麦など他の主食作物生産に比べはるかに巨大な地球温暖化負荷をかけているという動かし難い事実であり、これは専ら水田稲作に伴うメタンガスの排出に起因する。水田は常に水で満たされている人工の湿地であり、土壌中の有機物が嫌気的（酸素のない）条件下で分解される過程でメタンが生成され大気中に放出される。2021年の見積もりでは全地球のメタンガス放散の約８％が水田由来であり、日本は世界第8位の水田メタン排出国であった（Sector: Agriculture>Rice cultivation, Select region: All countries or Japan, in ）。一方小麦の生産は主に畑で土壌は通常好気的条件であるため、小麦畑での土壌中有機物の分解過程で生成されるのは主に二酸化炭素である。メタン（CH4）も二酸化炭素（CO2）も炭素原子（C）は１つで、したがって同じ重量の有機物の分解から発生する量（体積）はメタンも二酸化炭素も同じであるが、メタンは二酸化炭素の80倍以上の温暖化効果を有する。
具体的な数値として、日本の稲作によるメタン排出量は平成20－21年の日本では二酸化炭素換算量で年間約557万トンと推定された。これを当時の国内米生産高813万トンで割ると、１万トン当たり米の生産に伴う二酸化炭素換算量はメタンガス放散分だけでも6851トンにもなる。一方、小麦の生産で排出される全二酸化炭素換算量は、1万トンあたり2050トン（アメリカ産で計算）と見積もられており、水田メタンガスの分だけですでに小麦生産の全二酸化炭素排出量の3倍以上である。じゃがいもでは2900トン、トウモロコシでは2710トンである。
メタンガス放散分以外の二酸化炭素排出を含めた総換算排出量では、白米１キログラムあたり2.36キログラム、玄米で2.16キログラム（すなわち精米にかかる二酸化炭素排出は0.20キログラム）なのに対し、小麦粉で0.30キログラム、オーツ麦で0.31キログラムと、小麦の7倍以上にもなる。一食あたりでみると、茶碗一杯のご飯にかかる二酸化炭素排出が237グラムに対し6枚切りトーストでは58グラムと、4倍である。一年あたりでみると、日本人の一人当たり年間米消費量は約51キログラムなので、白米として換算二酸化炭素排出量は120キログラムであり、日本人はパリ協定の目標達成に必要とされる2030年までの一人当たりの年間二酸化炭素排出量上限2.3 トンのうち5.2％もの量を米飯を食べることで消費している。
乾田直播や中干しなど稲作のメタン排出を削減するための取り組みも農水省支援のもと進められてはいるものの、2024年時点では小麦食に遜色ないレベルに抑制するには程遠い現状にあり、個々人で出来る取り組みはパンや麺類を積極的に取り入れた小麦食習慣の実践である。

### 控えめな飲酒は地球の健康にも良い
アルコール飲料生産は資源とエネルギーを大量に消費するプロセスであり巨大なカーボンフットプリントを持つ。アルコール飲料の原料は農作物であり農産にかかる二酸化炭素（および窒素酸化物やメタン）排出に加え、醸造や瓶詰めのエネルギーと大量の水も消費する。これら生産に関わる資源消費に加え、飲料製品の輸送にかかるフードマイレージやパッケージングから生じる廃棄物も重大な問題である。ガラス瓶やアルミ缶はリサイクル可能でも、それらをまとめている6パックリングなどの包装は大量のプラスチック汚染源かつ二酸化炭素排出源である。このようにアルコール飲料製品に係る二酸化炭素排出要素は広範囲かつ膨大なものである。
ビールは製造にかかるエネルギー消費はワインやスピリッツと比べ通常少なく済むが、それでもビール500ミリリットルあたり工業製造にかかる換算二酸化炭素排出量は約640-760グラムとの見積もりがあり、ビールそのものの重量を超える。さらにビールは大量消費飲料であり、生産が大規模でかつ重量のかさむ製品輸送やエネルギー集約的な冷蔵が要求され、それらを加えると最終製品1本あたり二酸化炭素排出量はさらに増大する。金属樽（ケグ）の飲食店用製品は瓶や缶に入った個人消費製品より包装と輸送のカーボンフットプリントを抑えることができるが（ある見積もりでは30リットルケグは330ミリリットル瓶より2.7倍小さい）、一般消費市場に適用できるものとは言い難い。
低炭水化物ライトビールの製造では醸造酵素を使用して炭水化物のほとんどを単糖に分解し引き続いてそれを酵母によりアルコールと二酸化炭素に発酵するが、この一連の製造工程が通常のビールのそれとくらべ二酸化炭素排出抑制に有利かどうかは2024年現在見積もられていない。一方、ノンアルコールビール製造は通常ビールより短い発酵工程ですむがしばしばビールからのアルコール除去により製造されておりそれに掛かる追加のエネルギーコストがカーボンフットプリントを押し上げうる。この問題を回避するためアルコール除去工程なしでノンアルコールビールを醸造できる特別な酵母株を使用すると、10,000 キロリットルの <0.05%アルコールビールあたり換算二酸化炭素排出量を1,260トン低減できたという報告がある。すなわち500ミリリットルあたりアルコール除去二酸化炭素排出量は63グラムであり、上記の通常ビールの製造二酸化炭素排出量と比べると約10%増しと見積もられる。
ワインは特に大規模な商業ワイナリーで生産される場合、葡萄農産に大量の温室効果ガス排出や汚染排水の問題が付きまとう。ワインの製造過程では、発酵・厳密な条件での熟成・瓶詰め・保管に多くのエネルギーを消費する。ワインはビールのように大量生産されるものでなくても通常重いガラス瓶に詰められるため結果的にはビール同様重い製品となるうえ、しばしば遠距離国際輸出の対象でありそれに伴う頑丈な梱包からの廃棄物とフードマイレージがさらにかかる。さらに悪いことに赤ワインはしばしば緑色ガラス瓶に入っているが、これは透明ガラス瓶よりリサイクルが困難で新品ガラス瓶の製造を余儀なくされ、それに伴い大量のエネルギーを消費する。
ワイン製品は廉価品から高級品まで非常に多様でありカーボンフットプリントも製品ごとに大きく異なりうる。あるレビューはワイン1本（750ミリリットル）あたりの換算二酸化炭素排出量を0.15～3.51キログラムと見積もったが、一般消費者がどのワインがカーボンフットプリントが小さいかを判別することは難しい。しかしながらある見積もりによるとワイン製造・消費ライフサイクルの段階で二酸化炭素排出量が明らかに多いのは葡萄農産（43.11%）と瓶詰輸送（56.71%）であることから、有機農法など持続可能な方法で生産された葡萄から作られたワイン（オーガニックワイン）や簡易な紙容器入りのワインを選ぶとカーボンフットプリントを低くできる。ある見積もりではオーガニック赤ワイン、通常生産の赤ワインおよび白ワインを比較すると、ボトル1本（750ミリリットル）あたり換算二酸化炭素排出量はそれぞれ1.02、1.25、1.62キログラムであった。
ウイスキー・ウォッカ・ラム・ジンなどのスピリッツはビールやワインよりも製品一本あたりカーボンフットプリントは大きい。これは主に蒸留プロセスが大量の二酸化炭素を排出するためで、ウイスキーなどの樽を長期熟成する蔵の温度・湿度管理がさらにそれを押し上げる。さらにスピリッツ製品は多くが個々の商品専用の肉厚ガラス瓶であり、それらの製造に掛かるカーボンフットプリントも環境への影響要因となる上、さらに悪いことに一部の廉価品は持続不能なプラスチックボトルさえ使用している。
しかしスピリッツはビールやワインのように大量に飲むものではなく、標準的消費量あたりではビールやワインより低いカーボンフットプリントとなりうる。ある見積もりでは標準的な350ミリリットルの3.5％ライトビールの換算二酸化炭素排出量は約280グラム、150ミリリットルのグラスワインでは約320グラムであるのに対し、40ミリリットルのスピリッツでは、平均で約90グラムであった。この3者いずれも含まれるアルコール量はほぼ同じであるので、アルコール摂取量あたりで比べた場合ビールやワインよりスピリッツ水割りの方が地球温暖化抑制には効果的となる。
パブや居酒屋などの飲食業を含めたアルコール飲料業界全体としては、個々の製品以上に二酸化炭素排出に大きく寄与しており、その影響は上述したように製造だけでなく宣伝・物流・包装・廃棄物処理からも発生する。この業界規模を考慮すると、個々人が環境意識の高いアルコール消費行動を実践し業界が環境への影響を最小限に抑える努力を促進すれば、社会全体での温暖化抑制効果は大きいものとなりうる。

### コンポスト（堆肥）化
やむを得ず発生する食品由来廃棄物（生ゴミ）や落ち葉などの有機廃棄物の処理として注目されているのがコンポスト化である。生ゴミのコンポスト化は韓国では既に2013年から、フランスも2024年から義務化されている。生ゴミはその水分により焼却効率が悪く、埋立処理の場合ではメタンガスの発生が伴い、いずれにせよ環境負荷の大きい廃棄物である。コンポスト化も小規模ながら埋立処理の一種でありメタンガスの発生はある程度避けられないが、方法によってはそれを抑制でき全体としては環境負荷を減らすというのが一般的な期待である。しかしそれがどのくらい二酸化炭素排出量削減に効果的かは慎重に考慮する必要がある。
多くの自治体で勧めている段ボールを容器としたコンポスト化は、費用が殆どかからない上に段ボール材質の通気性により内部が好気性条件に保たれ、（嫌気性条件で発生する）メタンガスの発生がない。コンポストに段ボールでなく専用の設備や装置（コンポスター）を使用する場合、初期費用に加えそれらの製造・運用・廃棄（ライフサイクルアセスメント）を含めたトータルとしての二酸化炭素排出量が評価されなくてはならない。福知山市の実績をもとにした2008年の調査によれば耐用年数5年間のアセスメントで、市が収集していた生ゴミを電気生ゴミ処理機（乾燥型）で処理した場合はその電力消費のため749キログラムの二酸化炭素排出量増加であるが、コンポスト容器では167キログラムの二酸化炭素排出量削減と見積もられた（それぞれその装置・容器1台あたり）。
より重要な点は、コンポスト化が食品ロスや食品浪費を助長してはならないことである。コンポスト化が進んでもおおもとの食品ロスを減らす取り組みがなされなければ、コンポストに頼った安易な食品浪費が助長されうる。コンポスト化する生ゴミをそもそも発生させないのが最善であり、コンポスト化を食品ロスのリサイクルと捉える見方ではリサイクルよりも削減のほうが上位の取り組みである（廃棄物ヒエラルキー）。家庭でのコンポスト化は環境負担を軽減する一方法ではあるが、その過程で食品の浪費を拡大させないよう自らの消費行動を戒め、必要以上に作られてしまった堆肥の始末などの廃棄物管理を見直すことが求められる。

### 包装材プラスチック廃棄物の削減

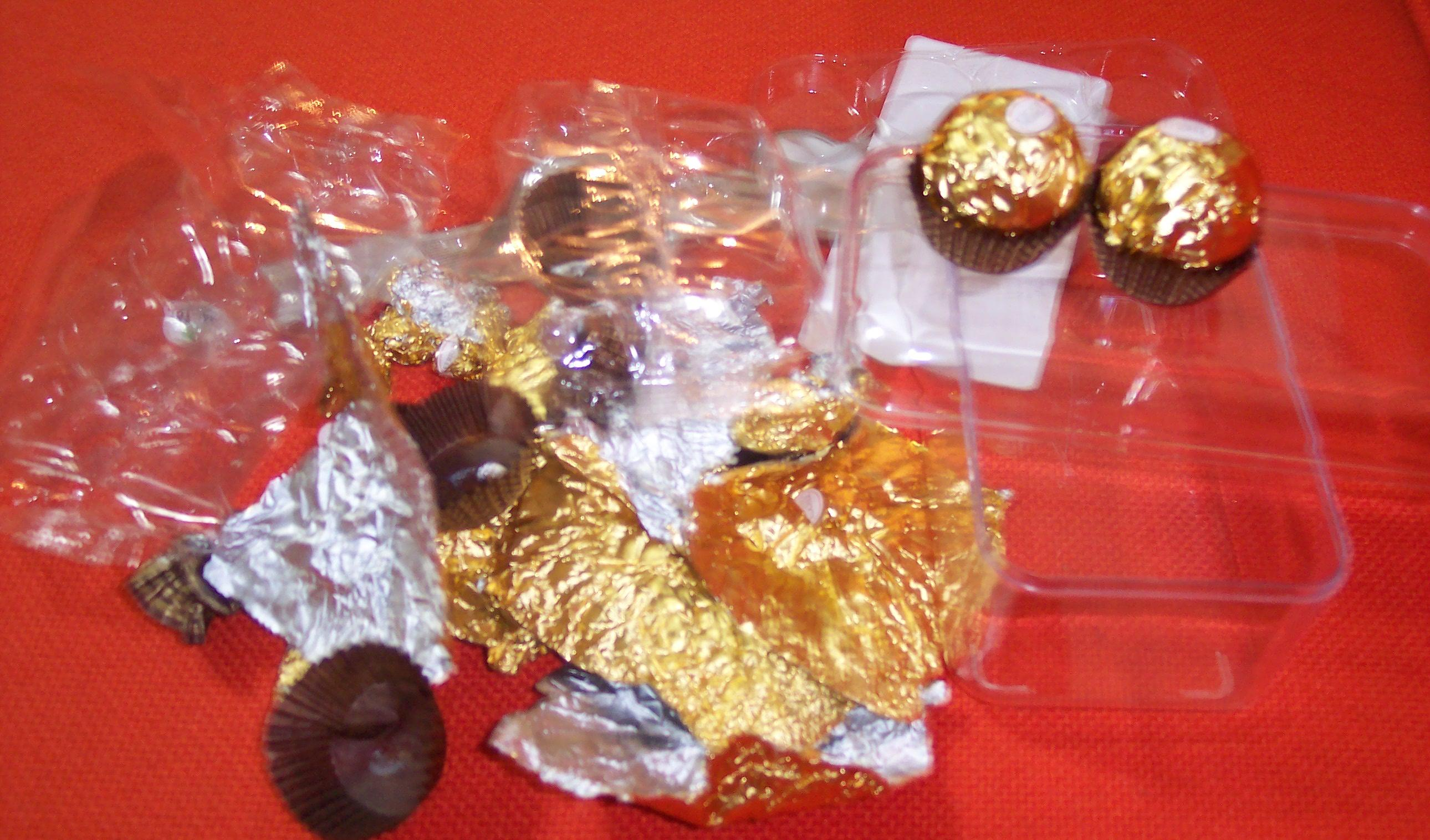
可食部（チョコレート）に対し膨大なプラスチック包装材（＝廃棄物）の購入を強制する過剰包装。

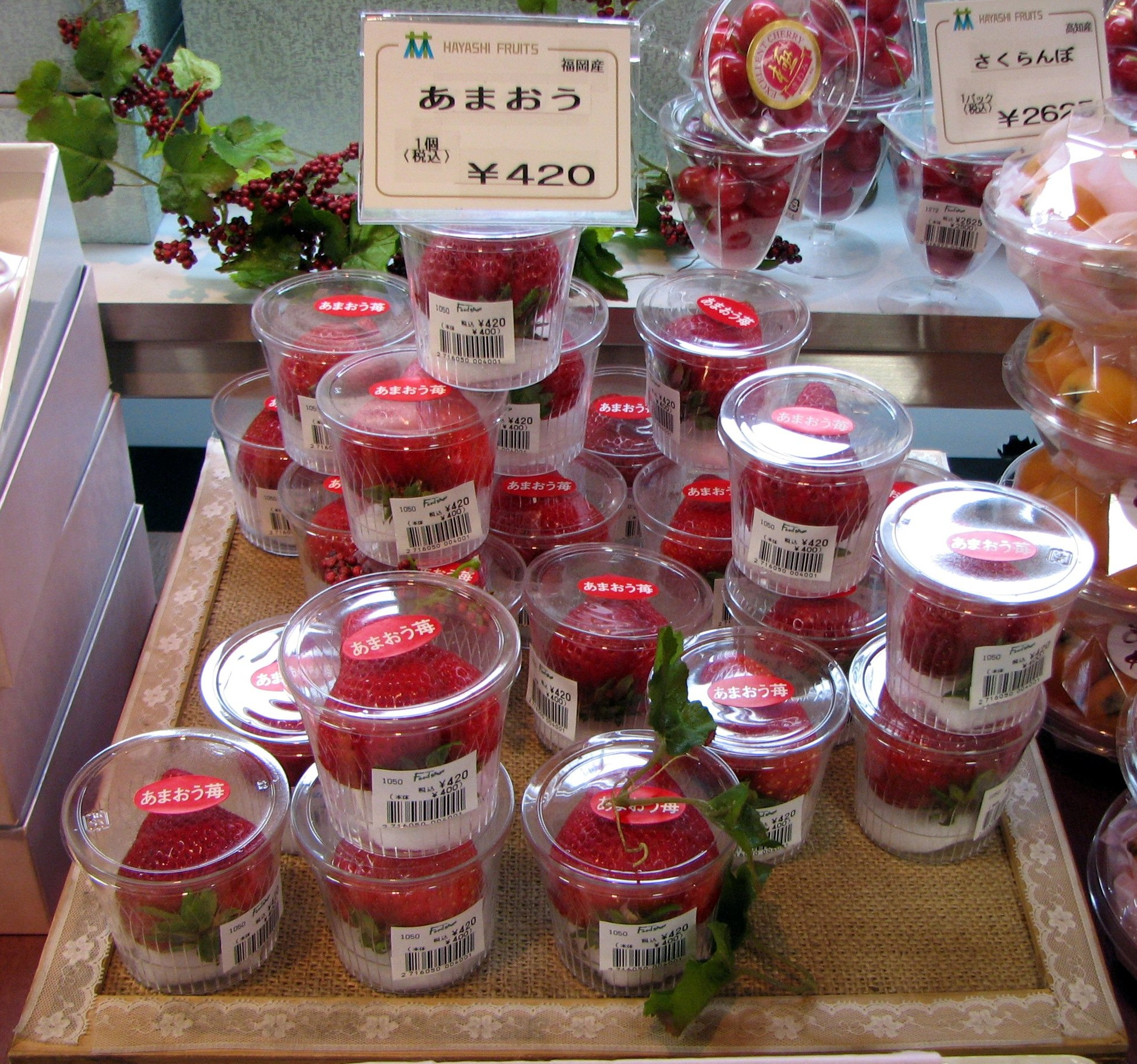
一粒毎にプラスチック容器に入れられて販売されるイチゴ、日本にて。

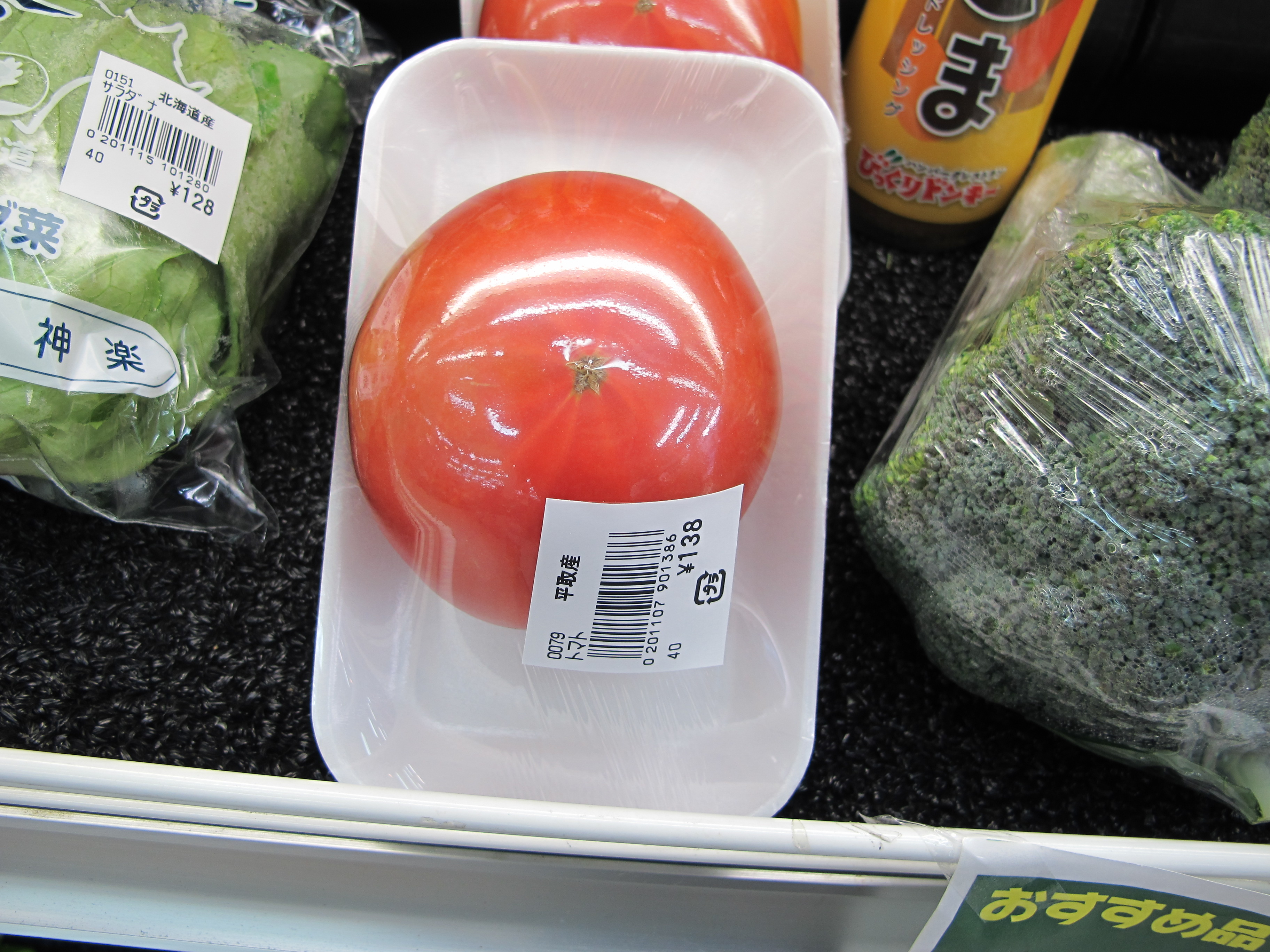
日本の無駄な食品包装。発泡スチロールのトレーに、ラップで包まれたトマト1個。

日常生活で避けて通れないのが包装材のプラスチック廃棄物の問題である。食品に関連して言えば、食品を商品として製造・流通させるエネルギーの約5%が包装材に使われると見積もられている。プラスチック包装材はその廃棄物による環境汚染が甚大で、プラスチック製造にかかる二酸化炭素排出に加え、全体として環境に対する悪影響が非常に大きい。2023年5月の69ページの国連報告書によればプラスチック汚染はいまや「破壊的」なレベルに到達したとし、一刻も早い行動を呼び掛けている。　日本の過剰包装文化、特に食品のそれは海外でも知られており、日本のプラスチック廃棄物に関連して批判されている。
プラスチック廃棄物の焼却から発生する二酸化炭素量について一つの見積もりでは、プラスチック１キログラムあたり二酸化炭素2.9キログラムとなっており、プラスチックの化学構造（炭素含有重量％）からすれば極めて妥当な数字である。これをもとに日本で2018年に焼却処理されたプラスチック廃棄物683万トン（プラスチック廃棄物総量891万トン ‐ マテリアルリサイクル量208万トン　）を計算すると二酸化炭素1981万トンに達し、当時の日本人人口１億2700万人で割るとプラスチック廃棄物の焼却で排出した二酸化炭素は年に一人当たり156キログラムにもなる。日本人はパリ協定の目標達成に必要とされる2030 年までの一人当たりの年間二酸化炭素排出量上限2.3 トンのうち6.8％もの量をプラスチック廃棄物の焼却だけで消費したのである。
したがってプラスチック廃棄物を出さないことは、個々人ですべきこととしてプラスチック汚染のみならずその焼却から発生する二酸化炭素による地球温暖化に対する観点から極めて重要かつ効果の大きい行動である。2021年の日本の廃プラスチック総排出量は823万トンでその内訳は一般廃棄物が424万トン・産業廃棄物が399万トンと過半数（51.5%）が一般消費活動から発生しており、さらにその77.4%が包装材である。すなわち個々人の努力によるプラスチック包装材の削減だけで、日本の総プラスチック廃棄物の40%もの量が削減可能なのである。断じて小さい数字ではない。
４Rの廃棄物ヒエラルキーで最上位の取り組みはRefuse(拒否）である。すなわちプラスチック包装された商品をそもそも買わないことや、必要のないプラスチック包装材を使わないことである。これらは個々人で容易に実行可能である。例えばトレイに入った惣菜などの冷凍食品は可食部に対し多量のプラスチック包装すなわち廃棄物の購入を強いるものであり、冷凍野菜の代わりに（パック包装でない）野菜を購入し切って冷凍することや、ミックスベジタブルなど缶詰でも入手できるものは缶詰品を選ぶ（缶はリサイクルが容易）ことなどでプラスチック廃棄物の購入を回避できる。
さらに、かつての日本では普通であった量り売りで提供することで商品のプラスチック包装を省略して、環境負荷のみならずコスト削減にもつなげている食料品店も増えてきており、これらのような店舗を日常的に利用することは一般消費社会にゼロ・ウェイストのムーブメントを普及させるものと期待される。その関連する取り組みとして東京都内のスーパーマーケットで、ノントレーなど食品包装の簡易化について客に直接その優位性を示しながら意見を問う試みがなされた。買い物カゴ投票と銘打ったこのキャンペーンはWWFジャパンと滋賀県立大学によりデザインされ、よりサステナブルな食品販売形態を確立するものとして期待される。
日本の一般消費社会ではあまり認識されていないが、食品ラップは日本ではいまだポリ塩化ビニリデン材料の製品が売上高約8割を占めており、これら塩素系プラスチックは焼却に伴いダイオキシン発生の原因となる上、発生する塩化水素によりPETボトルなどリサイクル可能な廃棄プラスチックにごく微量（PETの場合100ppm）でも混入するとそのリサイクル材の化学分解を引き起こし品質を低下させるなど、極めて問題が多い。欧米ではラップのみならず食品包装材一般についてポリ塩化ビニル系材料の排除が進んでいるが 、その取り組みが遅れている日本では食品ラップを可能な限り使用しないことが第一の対策となる。一般家庭での取り組みとしてはたとえば電子レンジ加熱時のラップ掛けのかわりに、何か（使い捨てではない）プラスチック製の蓋などで覆う、おにぎりや弁当の包装に食品ラップではなくアルミホイル（アルミ剤はリサイクル可能）を使うなどができる。これらによる食品ラップの生産や廃棄（焼却）に伴う二酸化炭素排出量の削減量は小さくても、上述のように環境やリサイクルプラスチック中への塩素系プラスチックの漏洩を防ぐことで、マテリアルプラスチックリサイクルの促進につながる。

### 居住設備の改良とエネルギー源の選択

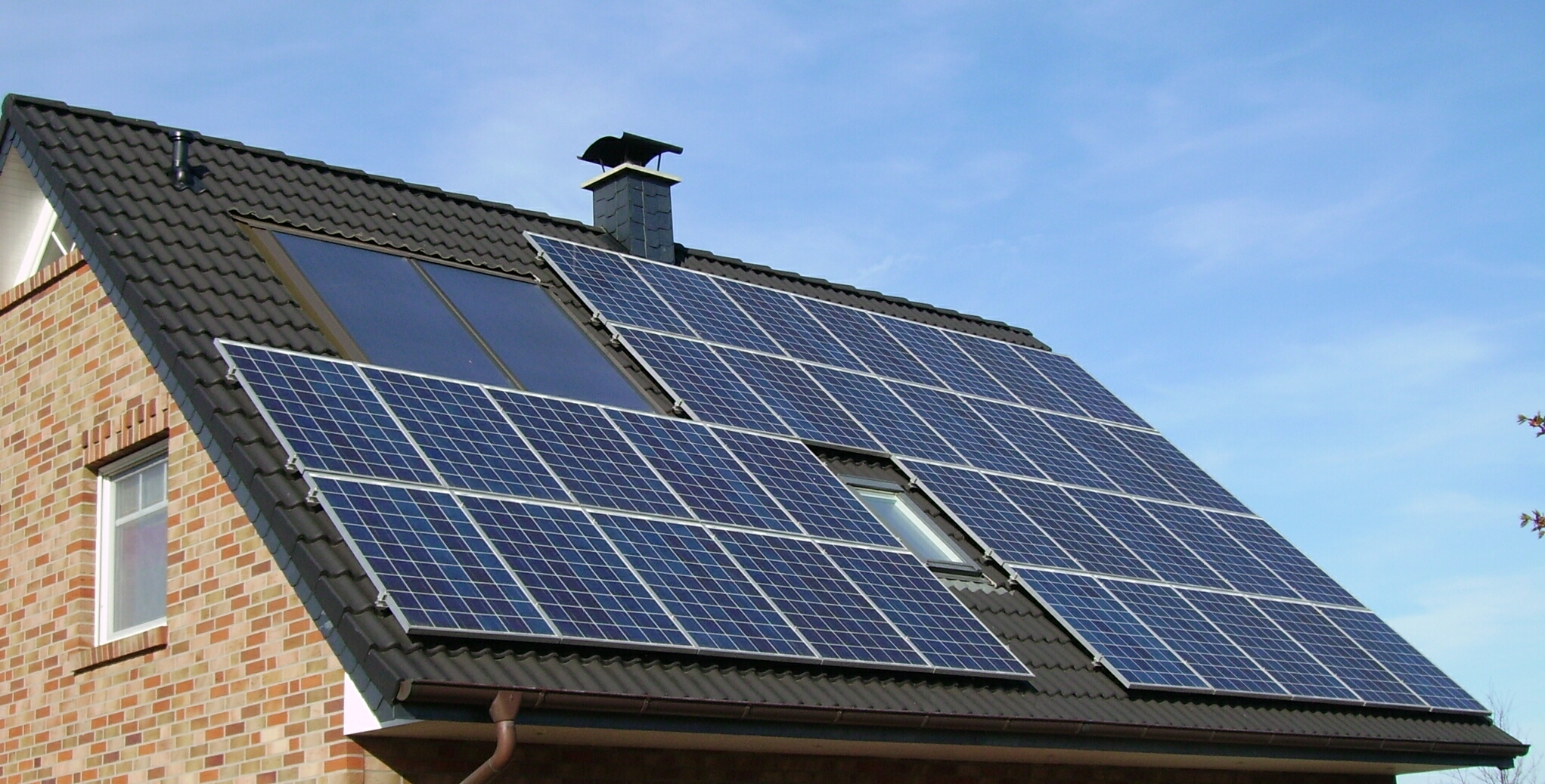
再生可能エネルギーを得るための住宅屋根の太陽光パネル

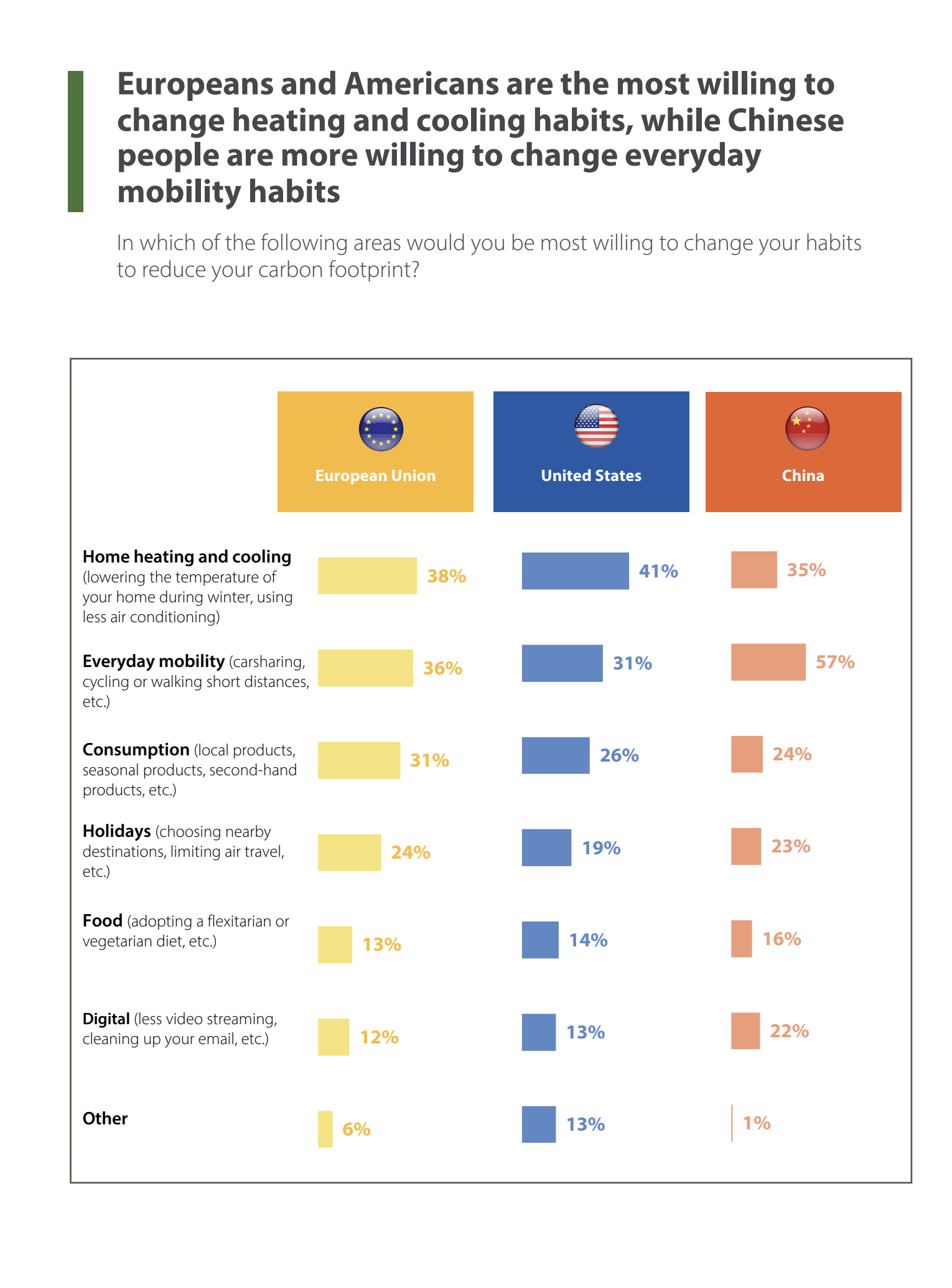
2022年の調査によると欧州人と米国人が最も積極的に変えようと思うのは冷暖房の習慣で、中国人は毎日の移動にともなう習慣である。

家屋の断熱と密閉の確保、家電製品のエネルギー効率の向上、熱反射屋根、熱反射塗料、冷暖房効率の向上、給湯器の設定温度を下げるなどの対策を講じ家庭のエネルギー使用量を削減すると、個々人のカーボンフットプリントを大幅に削減できる。太陽光発電の設置も、温室効果ガスの抑制に大きく貢献しうる。地域レベルおよび個々の家屋レベルでの太陽光パネル設置は2020年のプロジェクト ドローダウンでは気候変動に対しそれぞれ8番目と10番目に有効な解決策として挙げられている。
冷暖房両方が必要な気候域にある住宅では、ガス湯沸かし器をヒートポンプに交換することは検討に値する。さらにエネルギー源の選択により、個々の住宅でカーボンフットプリントが違ってくる。世界中の国で多くのエネルギー供給業者は、一部または純粋な再生可能エネルギー（通常は電気だが、時折ガスであることもある）を購入するオプションを提供している。これらのエネルギー生産方法は、一旦稼働すると温室効果ガスをほとんど排出しない。
ガスなどの化石燃料給湯、調理台、暖房は、地球規模では極めて多量の二酸化炭素排出の原因となっている。調理台、給湯器、セントラルヒーターなどをガスから電気に変換すると、二酸化炭素もメタンも排出が削減される。2020年のプロジェクト ドローダウンでは気候変動に対し9番目に有効な解決策として挙げられている。一般的には温暖化ガスを削減するという理由だけでは調理台を交換する動機づけにはならないかもしれないが、天然ガスまたはプロパンガスの調理台87台で測定した研究によると、これらガス台は二酸化炭素のみならず無視できない量のベンゼンを生じ室内の空気を汚染するので、それによる健康被害を防ぐ意味からも電気調理台が推奨される。
夏の猛暑日の日数は2010年代に入り顕著に増加し2023年現在2023年の夏は1880年以降で最も暑かった。猛暑に伴い冷房・冷蔵による電力消費すなわち二酸化炭素排出量が増加し地球温暖化が一層悪化する。電力消費による二酸化炭素排出と冷媒ガスの漏出による直接的な温暖化効果という二重の原因による地球温暖化につながることから、冷媒の管理と革新は2020年のプロジェクト ドローダウンでは気候変動に対しそれぞれ4番目と7番目に有効な解決策として挙げられている。冷房・冷蔵庫は省電力の製品を選ぶことに加え、フロン系冷媒は二酸化炭素の数千倍もの温暖化係数を持つので、使用する冷媒による選択も重要である。従来の冷媒から「低い地球温暖化係数でオゾン層破壊ゼロ」と謳う代替フロン冷媒R32（HFC-32）への置換が進められているがあくまで従来品より低いというだけに過ぎず、その温暖化係数は二酸化炭素の2693±842倍（20年間）または771±292（100年間）であり:Table 7.15低いとは到底言い難い。そこで二酸化炭素そのものを「自然冷媒」として使用できる冷却機器の開発が進められている。

### 庭と地域の植生の維持
植物は大気中の二酸化炭素を吸収しセルロース、糖、デンプン、植物タンパク質、油脂などの有機物（二酸化炭素とその塩以外の炭素含有化合物）を作る。一年生植物は、吸収した二酸化炭素のほぼすべてを毎年枯れた時点で放出するが、木や低木などの多年生植物は生きている限りこれら有機物の大部分を保持し、死後に微生物がそれらを分解するまで放出しない。したがって多年生植物は、空気からの二酸化炭素の吸収除去に貢献している。
芝も多年生植物で冬に枯れるまでは大気中の温室効果ガスを削減する。しかし芝生には毎年300万トンもの窒素ベースの肥料が使用されている。有機肥料と合成肥料はどちらも窒素酸化物の発生源であり、窒素1トンあたり4 - 5トンの炭素が大気中に追加される（二酸化炭素 660,000トン/年）。窒素酸化物は二酸化炭素の約300倍もの温室効果がある。さらには、芝生に散布する除草剤は生物多様性を減少させ、大気、土壌、土地を汚染する。
土壌微生物は有機物を二酸化炭素に分解する。芝の散水を減らすと、土壌微生物の活動が低下する分二酸化炭素の生成を遅らせることができる。天然の芝生は受粉を促進し、施肥を必要とせず、より低頻度の芝刈りですみ、多様性を促進し、より少ない散水しか必要としない。木や低木を庭だけでなく地域の道路沿い、公園、公共の庭園に植える機会はたくさんある。一部の慈善団体は、樹木の生育の少ない土地の生産性を回復できるよう、成長の早い木を植えている。個々人も庭に、食物を栽培する家庭菜園を作ったり、生物種多様性を提供する在来種や持続可能な炭素隔離をする多年生の木や低木を植えることもできる。
ガソリン駆動の芝刈り機やその他の造園機具は、温室効果ガスである二酸化炭素に加えメタンも生成する。肥料や化石燃料駆動の造園機具などを使う庭の管理による炭素排出は、汎用すると芝生が吸収する炭素隔離を上回る。必要以上な散水、窒素肥料、化学農薬を削減し、化石燃料を使用する造園機具でなく手動工具を使用することはすべて、庭の維持が気候に与える影響を軽減する。
庭の落ち葉や枯れ枝などの自然の造物は「野生生物ホテル」であり、それらを完全に除去して綺麗にしてしまうのは、その庭のオーナーは喜ぶかもしれないが、その庭に本来やってくる野鳥や野生生物を追い出す行為である。枯れ枝の山は鳥が止まって憩いその下で食物を探す場所を与える。ほどほどにそれらを残しておけば庭にやってくる野鳥を楽しめ、庭掃除にかかる二酸化炭素排出も削減できる。多少の落ち葉は庭草の天然肥料であり、その下に隠れている昆虫や草の種などの食物を野鳥や野生生物に供給する。

### 衣類の購入と維持
衣類の生産は多量の二酸化炭素排出を伴う。ドレス一着当たり平均22kgの二酸化炭素排出という計算がある。気候への影響を軽減するには、縫製の良い丈夫な衣類を購入し、「ファストファッション」を避けることが重要である。衣類はたとえ一部は寄付されたりリサイクルされたりしても、残りは廃棄物として埋め立てられそこで温室効果ガスを放出する元となる。気候変動と直接関連することではないがポリエステルなど衣類の合成繊維は材質上プラスチックであり、その廃棄物は大半がリサイクルされないプラスチック廃棄物である。レジ袋や食品包装材などにくらべ環境への放散は一見少ないものの、着用や洗濯にともなう粉砕によりマイクロプラスチックを発生することには変わりがない。

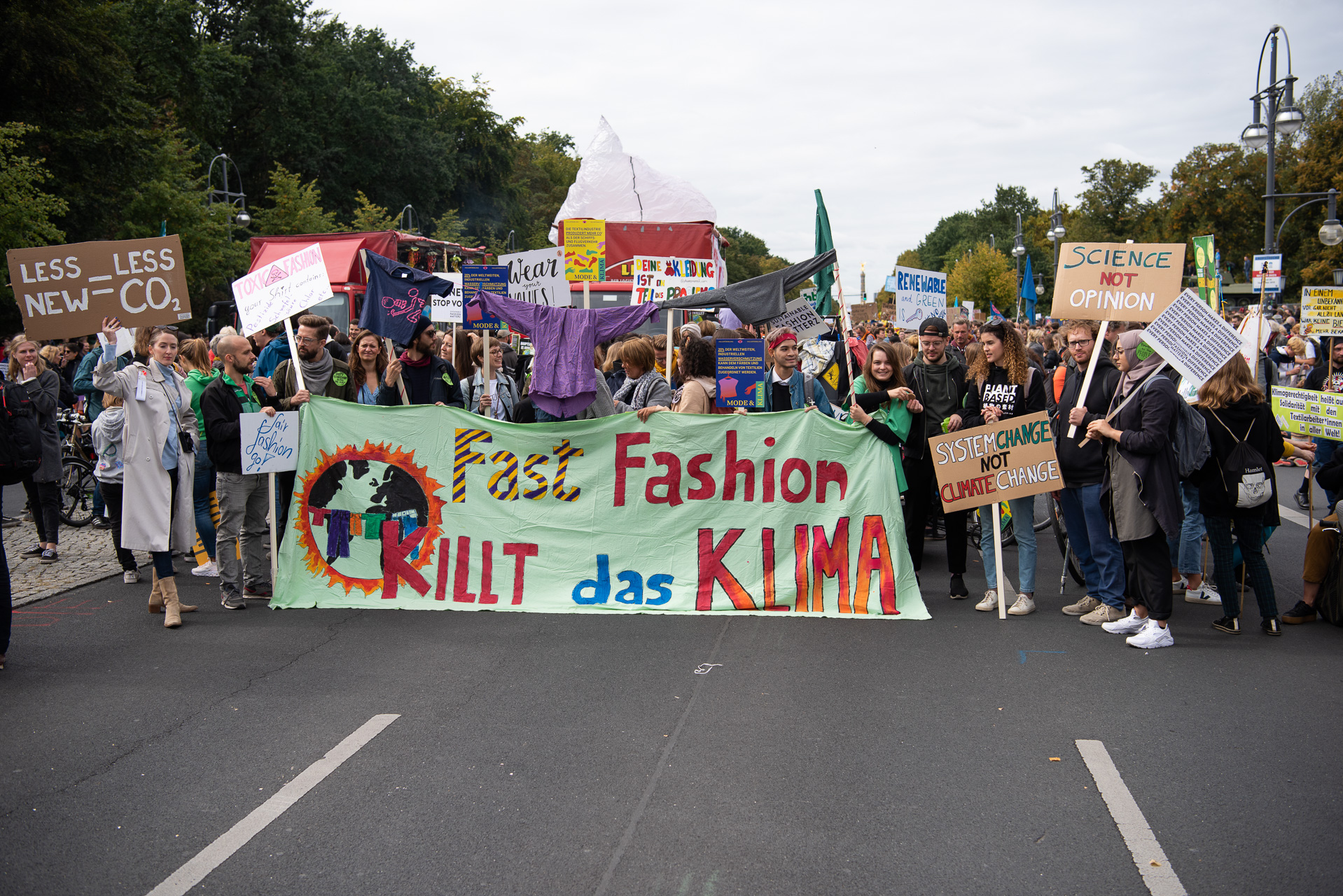
ファストファッションは気候を破壊すると書かれたサインを持って抗議する人々

気候調査によると既に2021年の時点で、欧州人の42%、具体的には女性の48%、男性の34%、特に15歳から29歳の世代が新品より中古衣類により多く支出している。2023年欧州連合は、売れ残りの未使用衣料品の廃棄を禁止することに同意した。
洗濯物は吊るして自然乾燥すれば、衣類乾燥機で浪費するエネルギーが節約され衣類維持のカーボンフットプリントが削減される。短い冷水洗浄サイクルを使用すればさらにエネルギーを最大66%も節約できる。

## 賢い消費活動
人類は絶え間なく飲食物、衣類や履物、住居、エネルギー、テクノロジー、交通、教育、健康と個人のケア、金融サービス、およびその他の公共サービスなど多大な商品・サービスを消費している。世界銀行によれば、所得に関係なく最も消費されるものは飲食物と衣類である。
消費主義は、物品やサービスを必要以上に増加させるよう扇動し、過剰消費につなげる社会的・経済的圧力である。過剰または役に立たない製品の生産やサービスは温室効果ガスの排出のみならず環境汚染も伴う。

### 無益・無駄な商品を買わない

2020-21年の欧州投資銀行気候調査結果によると、欧州、米国、中国の半数の人々は一部製品の禁止、持続可能な消費活動に関する啓蒙、リサイクルの改善を支持している。

個々人が環境フットプリントを減らす一つの方法は、商品やサービスの消費を減らすことである。消費が減少すると需要が減少し従って供給（生産）も減少する。実用的価値がほとんどないか、高レベルの環境汚染が生産に伴うような製品やサービスは社会的に有害であるにもかかわらず、政府の補助金のせいで消費者ニーズも環境ニーズも満たさないような無益な製品でも生産されていることがある。
さらにメーカーは計画的陳腐化により消費者に無益・無駄な商品買い替えを促す。計画的陳腐化とは、製品を定期的に陳腐化し、消費者が一定頻度で不必要に新しいものに買い換えることを促すため、製品を意図的に短期間で廃棄されるように設計することである。それに加えて一定の期間や使用後に壊れるような製品設計さえもなされる。ファッションや電子機器、自動車などにおいて広く見られる不要新製品の頻繁な発売は、マーケティングによる消費者意識の操作による意図的陳腐化である。メーカーはいかなる製品であっても有用であると宣伝・販売するので、個々人はその製品が本当に購入・消費に値するかどうかを自ら精査しなければならない。
ナショナルジオグラフィック協会は、都市の住民は単に「ものを買わない」だけで気候変動に貢献できると結論づけている。

### サステナブルな製品・サービスを選ぶ
エコ関税、カーボンプライシング、炭素排出枠の配給、対象を絞った補助金、フィードバックメカニズムなどの政策は、消費行動に実質的な影響を与え、消費者の予算・意識・時間など消費行動の制約に対処しうる。
製品にサステナビリティ証明や製品情報をつけることをその製品の販売の要件とすることも有効な手段である。Energy Starはエネルギー効率を促進する米国のプログラムで、そのラベルは、多くの家庭用電化製品、家庭電子機器、オフィス機器、冷暖房、窓、住宅用照明器具、その他の製品で見られる。Carbon Emission labelは、消費者向け製品の製造、輸送、廃棄により生成する二酸化炭素排出量を説明するものである。これらラベルは、消費者が低エネルギー製品を選択するのに役立つ場合がある。環境製品宣言 (EPD) は、製品のライフサイクルにおける環境への影響について、透明性があり、検証済みで比較可能な情報を提示すると述べている。
2024年7月18日、EUは域内市場に流通する製品の環境要件を定める「持続可能な製品のためのエコデザイン規則（ESPR）」を施行した。そこでは食品や医薬品などを除くほぼ全ての製品を対象に一連のデザイン要件が設定されており、衣類・家具・電子機器や、自動車のタイヤに至るまであらゆる新製品について、修理（Repair）・リサイクル（Recycle）・再利用（Reuse）が容易な設計へ変更することを強制している。さらにファッションやアパレル関連では、年間およそ1億トンにも上る膨大な繊維製品の無駄を削減するため、スニーカーやTシャツといった製品の売れ残りの廃棄を禁止する措置も盛り込まれた。売れ残った消費財が廃棄されるのを防ぐ枠組みの創設も今後定める。
日本では農林水産省によって2024年3月から、「みえるらべる（英語版ではChoiSTAR（チョイスター））」という名称で、食品分野でエコラベルの運用が開始された。農産による温室効果ガス排出削減への貢献を、2025年5月時点で米・野菜・果物・芋類など23品目について認定したラベルを表示して販売することで、温暖化防止に向けた消費行動を促す。今後は特に肉類や乳製品など特に温暖化負荷の極めて大きい食品についても拡張されるという。

### 持続可能な消費活動への参加
最近の草の根運動では、私たちが消費する商品の数を減らすための創造的な方法が提案されている。フリーサイクル・ネットワークは、コミュニティ内の人々が物品を物品またはサービスと交換することを意欲的に行うネットワークで、サステナブルな消費の新しい形であり、両当事者に利益をもたらす。

## 交通と輸送
一般的なガソリン乗用車での二酸化炭素排出量は1ガロン当たり8887グラムと見積もられている。これをもとに平均燃費リッター22キロの車で1年間に1万キロ走ると排出量は1.0トンとなり、パリ協定順守目標の一人一年2.3トンの半分近くを消費してしまう。車の製造、メンテナンスなどにかかる分を勘案するとさらに増大する。
化石燃料駆動自動車以外の移動の手段を比較すると次のことがわかる。
- ウォーキングとランニングは、環境への悪影響が最も少ない交通手段の1つである。
- 自転車がそれに次ぐ。
- 電動バス、地下鉄、電車などの公共交通機関は、一般的に乗客一人当たり温室効果ガス排出量が自動車よりも少ない。
- 電動スクーターは、耐用寿命が長ければ影響の少ない交通手段になり得る[252]。
- ガソリン車やディーゼル車でなく電気自動車を使用すると、二酸化炭素の排出量を削減できる。

### 自転車
自転車は温室効果ガスをほとんど排出せず、自動車や公共交通機関に代わる健康的な選択肢である。都市環境では自転車シェアリングサービスも増えている。一定期間自転車をレンタルでき、個人用自転車購入に伴う経済的負担とそれに伴う環境への影響を軽減できる。

### 公共交通
信頼性のある公共交通は、自家用車の運転に代わる最も実行可能な選択肢の一つである。公共交通には効率性の問題（待ち時間、乗り継ぎに乗り遅れること、信頼性の低いダイヤ、エネルギー消費）があるが、資金と公共的関心が増加し技術が進歩するにつれて改良できる。一例としてニュージーランドのオークランドでの事例研究では、効率が向上する方法を実施した場合、しない場合に比べてバスシステムによる地球温暖化係数 (GWP) が5.6%減少した。
日本国土交通省の2022年の見積もりによれば公共交通手段ごとの二酸化炭素排出量は以下の通りである。単位は１人１キロメートルあたりの二酸化炭素グラム量である。鉄道に比べてバスは3.5倍以上、航空は5.0倍以上もの排出量である。
自家用車：128、航空：101、バス：71、鉄道：20
具体的に東京ー大阪（片道）で計算すると新幹線（実距離515キロメートル）で10.3キログラムに対し、高速バス（実距離490キロメートル）で34.8キログラム、飛行機（羽田ー伊丹、実飛行距離524キロメートル、航路は直線ではなく房総半島上空などでしばしば大きく迂回する)では52.9キログラムにもなり（空港連絡バスを含まず）、人間一人運ぶのにその標準体重に近い重量もの二酸化炭素をたった一回のフライトで放散してしまう。このように、鉄道に比較して都市間高速バスや格安航空は安価ではあるが環境への悪影響が極めて大きい（航空輸送の項も参照）。

### ハイブリッド自動車（HV)と電気自動車 (EV)

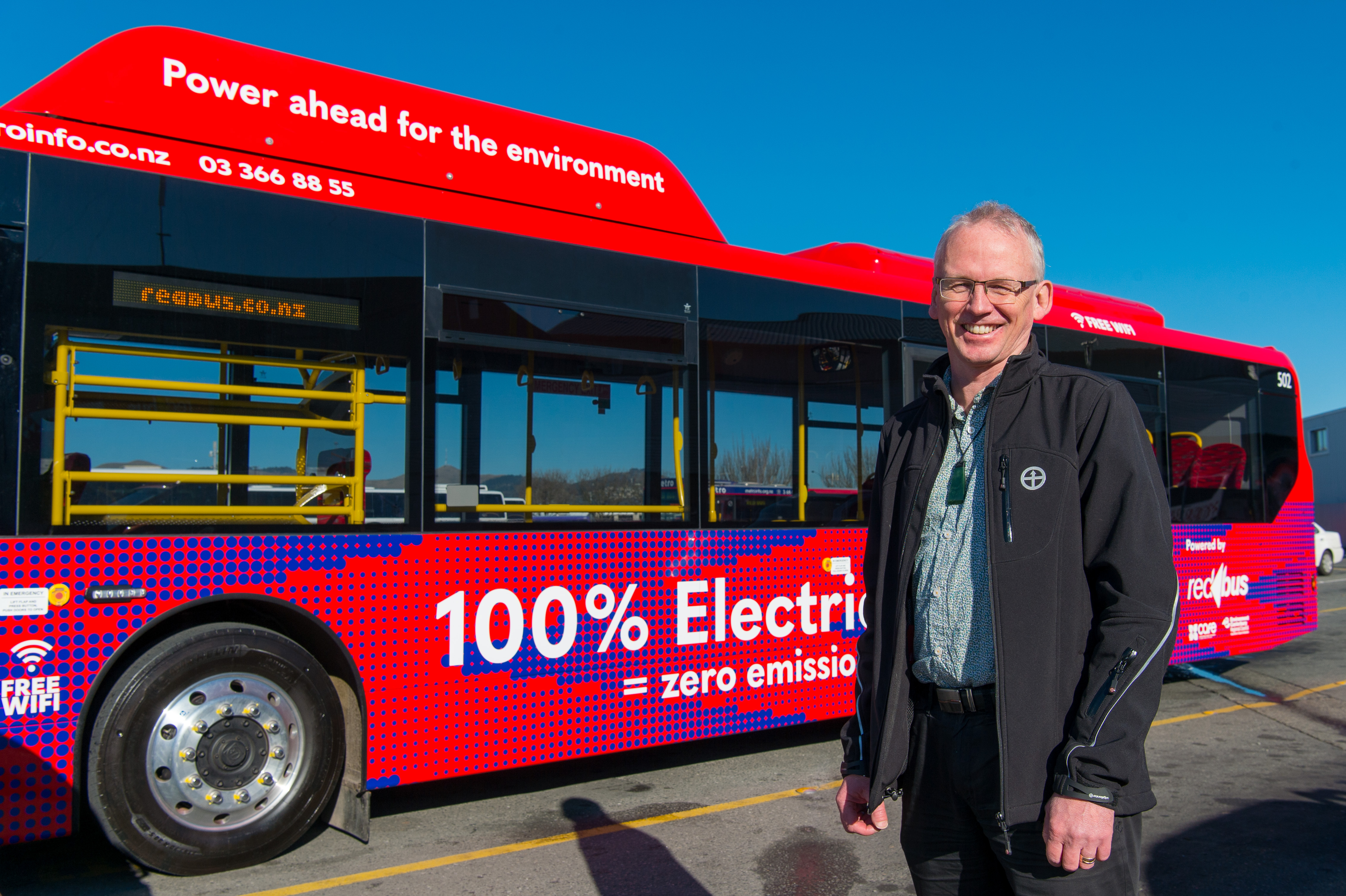
バッテリー電動バス

場所やアクセスの制約から公共交通が利用できず自家用車が必要になることもある。ガソリン車またはディーゼル車であっても、最短ルートや交通量が最も少ないルートをたどるよう事前に調べて計画することで二酸化炭素排出を減らすことができる。
車両のライフサイクルの評価では、車両とそのスペア部品の製造が環境に与える影響、車両の燃料消費、その車両が寿命を迎えた時の処理を扱う。これらの環境への影響は、温室効果ガスの排出、生成される固形廃棄物、エネルギー資源の消費やその他要因で測定できる。内燃機関車両の代替手段としてより一般的になってきているのは電気自動車(EV)およびハイブリッド自動車である。2022年の調査によると、新車購入時に欧州の自動車購入者の33%がガソリン車またはディーゼル車、39%がハイブリッド車、29%が電気自動車を選択すると回答した。欧州総人口の 13%は自動車を所有しないとしている。中国では44%がおそらく電気自動車を購入すると回答し、米国では38%がハイブリッド車、33%がガソリン車またはディーゼル車、29%が電気自動車を選択すると回答している。
電気自動車の製造および耐用年数後の廃棄に伴うカーボンフットプリントに対する懸念に対して実施された2022年の調査研究によると、通常の年間走行距離で計算した場合、一般的なセダン車で1.4から1.5年、SUV車で1.6から1.9年で製造分のカーボンフットプリントを取り返し、以後は電気セダン車は従来のガソリン車比で35%、電気SUV車は37%のみのカーボンフットプリントで続くと計算された。
2022年の別の研究では、フォルクスワーゲン、アウディ、テスラ、トヨタ、メルセデスベンツなどの車種から、市販されている乗用車の大部分を公平に表す車両のデータベースが作成され、電気と比較する内燃動力源もガソリンとディーゼルの他に液化石油ガス (LPG)、圧縮天然ガス(CNG)、圧縮バイオガス(CBG)、水素をも対象とした。その結果ハイブリッド車と電気自動車のライフサイクル全体の二酸化炭素排出量は、 内燃機関車に比べて最大89%削減されると見積もられている。
また米国EPAによるアルゴンヌ国立研究所での徹底的な総合調査研究の2023年の統括によると、製造から廃棄までの「ライフサイクル排出量」（「ゆりかごから墓場まで」の排出量とも呼ばれる）を走行距離当たりで比較すると、電気自動車はガソリン車の半分以下で済むとされている。
これらの研究は、おおまかには対象とする自動車を米国で一般的におおよその寿命走行距離として使われる数字である125,000 マイル走行する中型乗用車であると想定したものである。しかしながら現実では、中国では2023年時点、その約10年前に政府の補助金により乱立した数百社のメーカーが大量生産した初期型の電気自動車が短い寿命を迎え大量廃棄されていることが大問題になっており、電気自動車バッテリーのリサイクルビジネスが急成長している。
電気自動車がこのように短命では生産に費消された二酸化炭素排出をライフサイクル全体で回収することはできない。この点について、電気自動車とハイブリッド車が、ガソリン車よりライフサイクル全二酸化炭素排出量で優位になるにはどのくらいの走行距離が必要かを見積もった研究がある。それによると2023年の時点で、ガソリン車に対して二酸化炭素排出損益分岐点を通過するには、電気自動車では35,000－55,000マイル（56,300－88,510キロメートル）必要だがハイブリッド車では10,000－15,000マイル（16,100－24,100キロメートル）で済むと見積もられた。ハイブリッド車のバッテリーが電気自動車のそれより小型ですみ、すなわち生産に必要な鉱物の要求量やそれらの資源収集・精製・製品化に伴う二酸化炭素排出量がより少ないことを反映している[要出典]。ハイブリッド車がプラグインタイプの場合は、125,000マイル（201,200キロメートル）運転後でもライフサイクル全二酸化炭素排出量は電気自動車より2－4トン少ないと見積もられており、少なくとも2023年時点では、ライフサイクル環境負荷上電気自動車もハイブリッド車も総合的にはほぼ同等という結果となっている。
自動車購入に際して見落とされがちだが重要な点の一つは、購入時点で製造に関連する二酸化炭素の排出がすでに強制されていることである。自動車は製造過程自体が膨大な二酸化炭素を排出しユーザーがこれを削減することは不可能である。しかし言うまでもないがユーザーは必要以上に使用しないという選択肢を取ることができる。上記で述べたように電気自動車はハイブリッド車より使用時の二酸化炭素排出が少ないものの製造時では逆であり、したがってユーザーが削減できない強制二酸化炭素排出量は電気自動車の方が多い。それゆえに自動車の使用頻度が控えめならば、ハイブリッド車の方がライフサイクル全体での排出量は低くなる可能性は十分にある。

### 相乗り（カープール）、ライドシェア、カーシェアリング

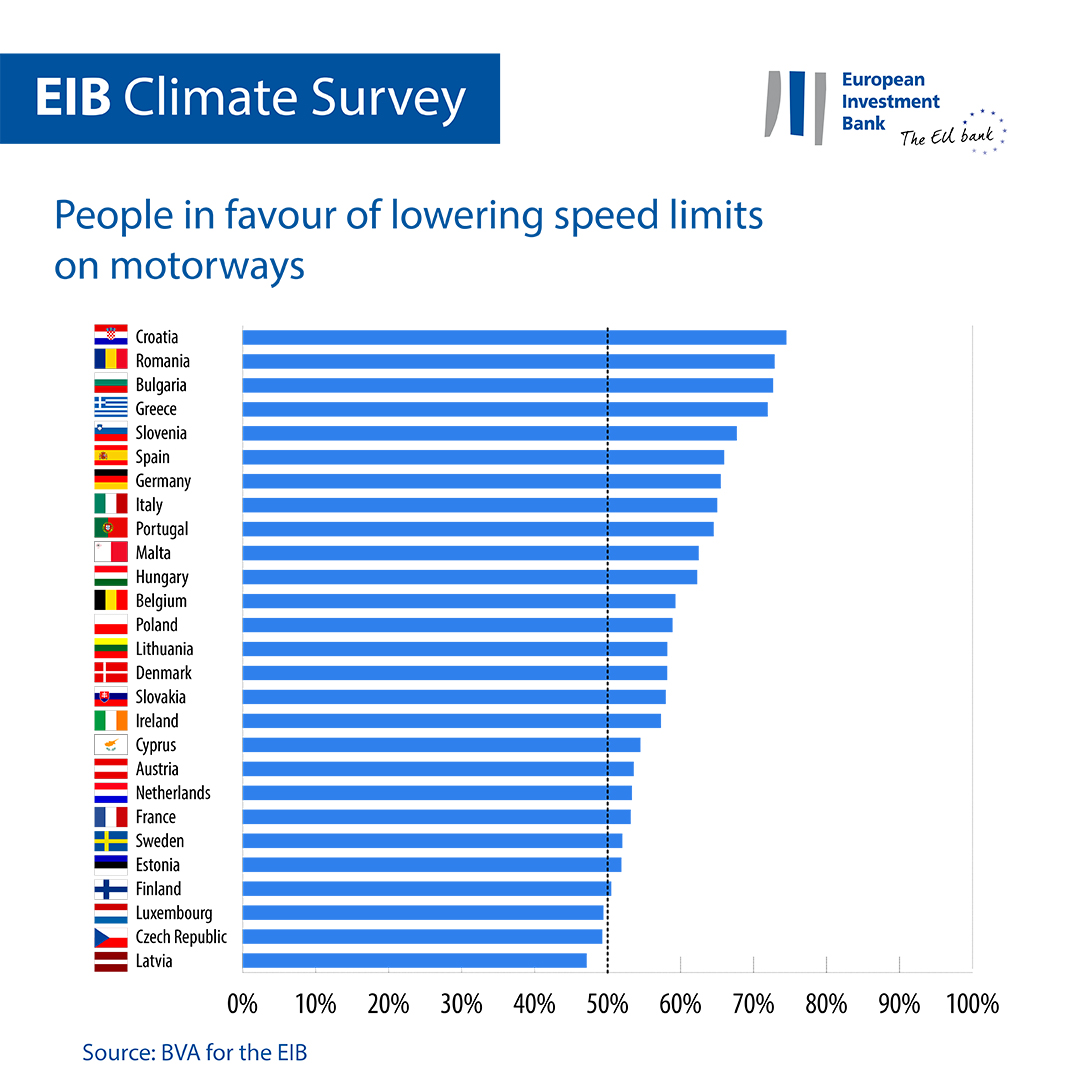
気候調査に回答した人々の過半数は高速道路の制限速度の引き下げに賛成している。

相乗りやライドシェアも、個々人による交通手段の代替手段である。相乗りにより道路を走る車の数が減り交通量とエネルギー消費量が削減される。2009年の研究では、車両100台あたり1台に1人余分に乗せるだけで、720万トンの温室効果ガス排出が削減されると見積もられた。北米都市部では渋滞の多い道に相乗りの車だけが走行を許される特別車線が設けられており、相乗りすることで所要時間の短縮にもつなげている。
UberやLyftのようなライドシェアは交通手段として実行可能な選択肢であるものの、憂慮する科学者同盟によるとライドシェアによる移動は、車両が乗客なしで回送する間に消費する時間とエネルギーの量が増加するにつれてより多くの大気汚染が発生することと、公共交通機関・徒歩・自転車を利用していた人々がライドシェアに移行して道路を走る車の数が増加することから、現時点では平均で69%の気候汚染の増加をもたらすとした。
ライドシェアは車両の電動化や相乗り運行の増加などを導入すれば排出量を削減できる。2023年現在日本ではライドシェアはいわゆる「白タク」として道路運送法78条により禁止されているが、2024年4月解禁に向けての検討が進んでおり、すでに実施を開始している自治体もある。
いくつかの都市では、他に手段がない場合にユーザーが短期間自動車を利用できるカーシェアリングサービスがある。

### 航空輸送

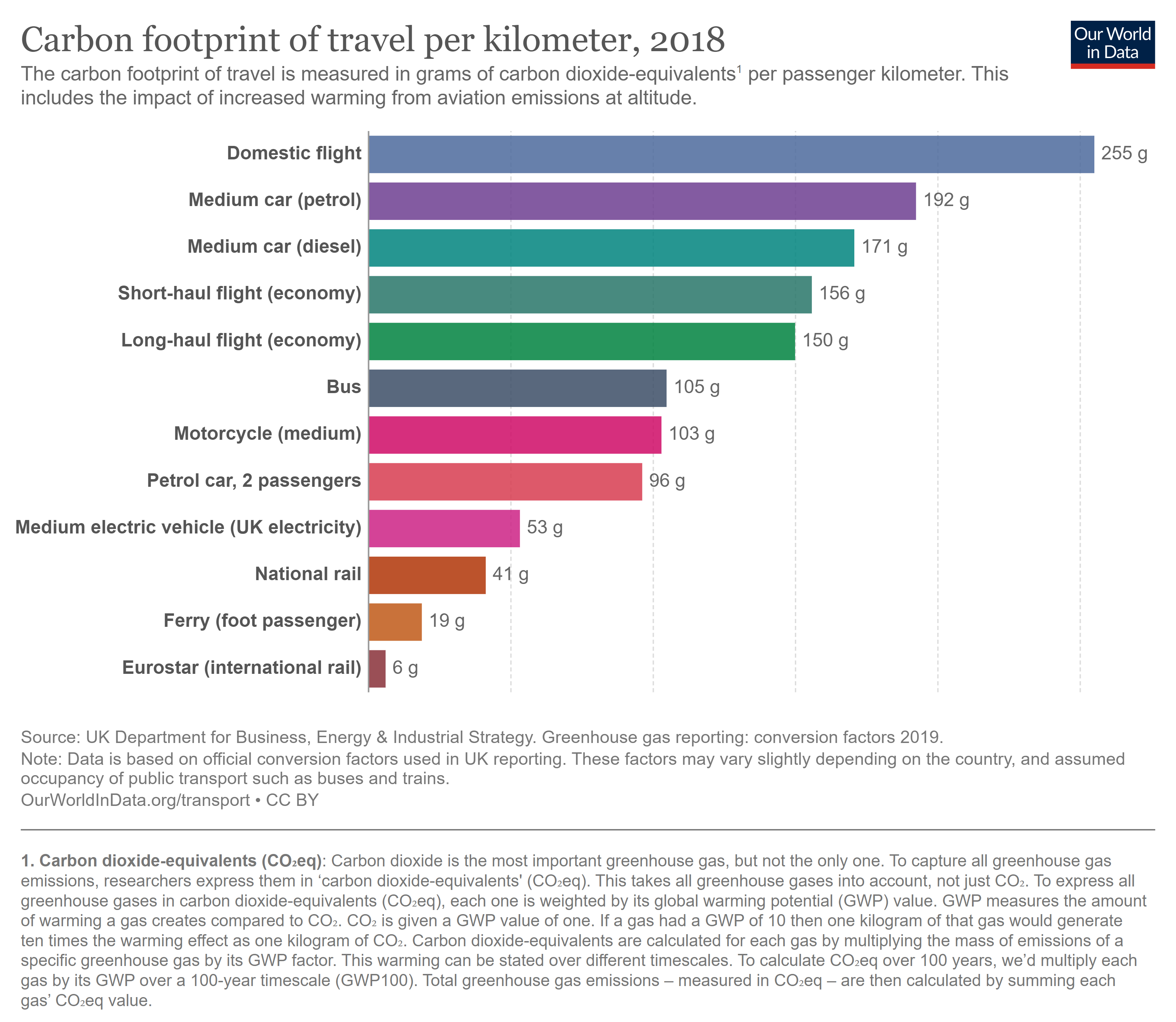
人間1人が1キロメートル移動するときに排出される温室効果ガスの量をそれぞれの交通手段ごとに示した図（Our World In 2018）。ここでは換算二酸化炭素排出量で示しており二酸化炭素以外の排出ガスや高高度での航空機排気ガス排出による温暖化効果の増大も計算に入っている。航空（255グラム）は圧倒的に排出量が大きく、ガソリン乗用車（192グラム）、バス（105グラム）、国有鉄道（41グラム）と続きユーロスター（高速鉄道）ではわずか6グラムである。

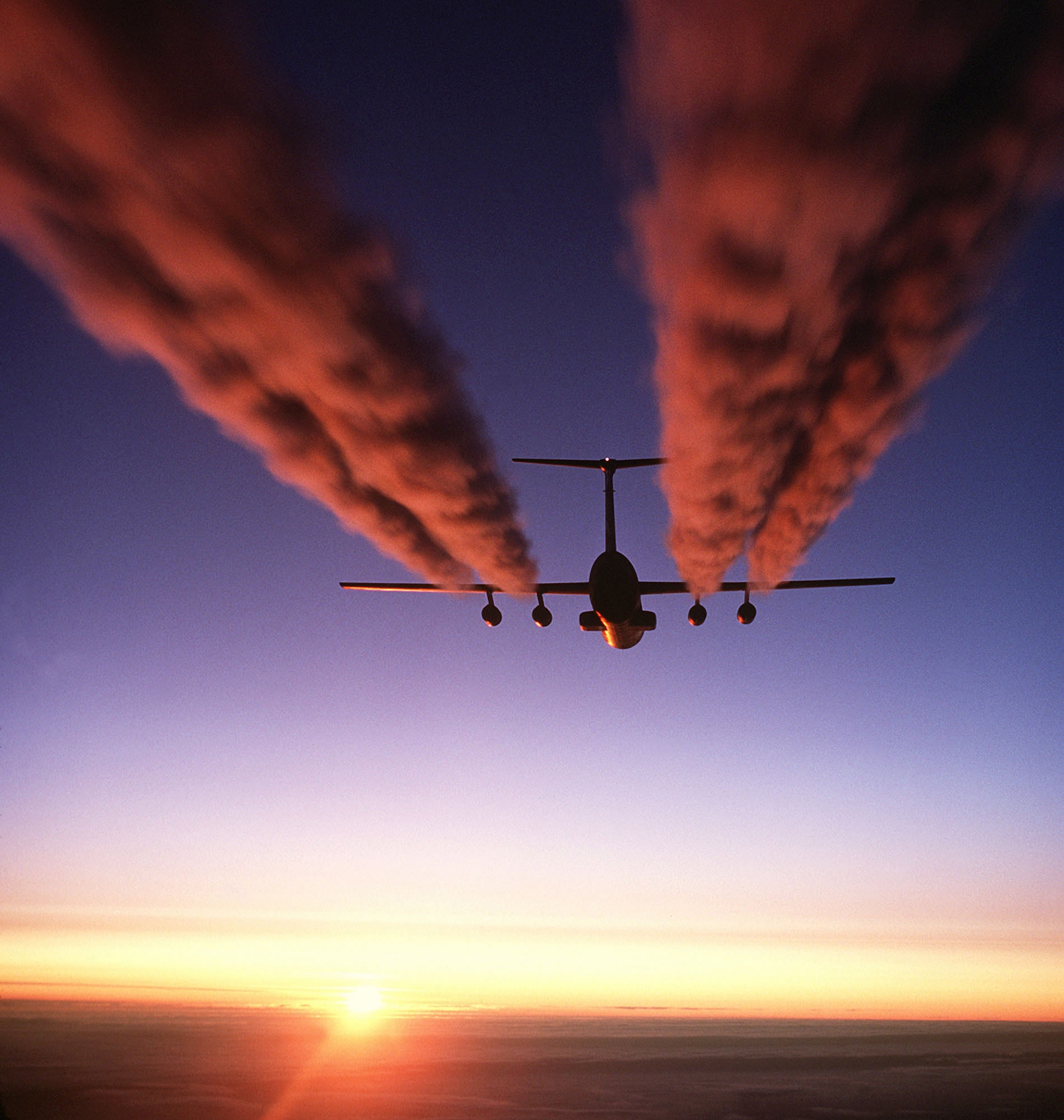
航空機はおびただしい量の鉛入りの温室効果ガスを高い高度で直接放射し、地上で同じ量を排出するより2.7倍大きい温暖化を引き起こす。

空輸は最も排出量の多い交通手段の一つで地球温暖化の原因の5%を占める。
航空機は、最もよく理解されている温室効果ガスである二酸化炭素や窒素酸化物だけでなく、温室効果への影響はまだあまり理解されていないものの、飛行機雲や微粒子（煤煙）を排出することでも気候変動に寄与している。空港では大量のジェット燃料や除氷剤が扱われるため水質汚染が発生し近くの水域が汚染されうる。飛行中では温室効果ガス以外にもオゾンと超微粒子が放出されどちらも健康被害をもたらす。さらに一般的な航空機で使用されるレシプロエンジン用の航空用ガソリンは、すでに自動車用ガソリンでは2000年以降世界中ほとんどの国で使用禁止となっているテトラエチル鉛が2025年現在いまだに添加されており、そこから有毒な鉛さえ大気中にまき散らしている。米国では、民間航空機の4分の3に相当する167,000機の航空機が鉛を空気中に放出しており、米国環境保護庁は、これにより1970－2007 年の間に34,000トンの鉛が大気中に放出されたと推定した。
さらに問題となるのは航空機によるこれらの排出は地表でなく上空でなされることである。航空機は窒素酸化物を成層圏直下に排出し、光化学的プロセスにより温室効果ガスであるオゾンの生成を引き起こし、さらにその他複雑な大気化学的攪乱を引き起こす。飛行高度やルートの検討により、加えて飛行機雲が航空による気候変動の影響の半分以上を占める可能性も示されている。これらの事情から航空機による温暖化効果はその二酸化炭素排出分の2.7倍と見積もられている。
航空に伴う二酸化炭素発生量は旅客一人一時間当たり約90キログラムと見積もられており、先の2.7倍を勘案し航空機のメンテナンス、空港設備、スタッフの維持訓練などに必要な分を合わせると旅客一人一時間当たり約250キログラムにもなる。これが正しければわずか2時間のフライトを一往復しただけで1.0トンになり、パリ協定の個人目標2.3トン達成の半分近くを消費してしまう。
貨物空輸では1トンキロメートルあたりの排出量は船舶のそれの50倍である。すなわち生鮮食料品などの「産地直送空輸」は地球温暖化負荷が極めて大きい。
より効率的な燃料消費と電力で動く飛行機を可能にする新技術が開発中であるが、個々人レベルで実行できる空輸による排出量を削減するための最も効果的な方法は未だ利用を減らすことしかない。それに反しマイレージプログラムは頻繁な航空旅行を容易にしてしまっている。長距離飛行に比べ、短距離飛行では実際に運ぶ乗客や走行マイルあたりの温室効果ガス排出量が多くなる。鉄道は短距離航空便の代わりになる選択肢だが航空補助金のせいで費用が高くなることさえある。航空は陸上交通よりも"小回り”が利かず技術的な修正がはるかに困難なため、航空のカーボン・オフセットおよび削減計画が適切に機能するように策定されない限り、温暖化削減のためには個々人での行動が不可欠である。
30歳未満の人々は、空の旅が気候に与える影響をより考慮する傾向がある。

#### 「フライト・シェイム」：航空利用を当然とする消費者意識・心理の是正
格安航空など航空の実質コストの低下により航空利用が日常活動に常態化した。人間の旅行でなくとも、数十年前までは地方でなくては食べられなかった「産地直送空輸」食品が店舗に並び、フェデックスなど大手の航空貨物輸送事業の一般利用さえ当たり前になったが、これらの購入や利用が及ぼす莫大な地球温暖化について省みる消費者は殆どいない。[要出典]　そのような社会では政策なしで自発的な変化を期待することは殆どできないが、航空旅行や航空便の気候変動への影響についての情報を含むサステナビリティ教育は、航空需要を減らしうる。
エアポートウォッチ（環境グループ）やステイグラウンデッドネットワークなど、航空業界が付加価値税や燃料税を支払わないことにより恩恵を受けている大幅減税や空港拡張の廃止などを求めて活動する団体もある。 フライデーズ・フォー・フューチャーは航空旅行の正当性に関する議論を喚起しそれによりスウェーデンとドイツでは航空旅行需要が低下した証拠が示されている。2018年、そこから派生して飛行機で旅行することは「恥」（フライト・シェイム）(フリーグスカムともいう）とする社会運動が捲き起こり、その結果スウェーデンの鉄道会社SJ ABは、2019年の夏には前年に比べて2倍の旅客が飛行機ではなく鉄道での旅行を選択したと報告し、スウェーデンの空港運営会社スウェダビアは、世界的な成長にもかかわらず2019年に同社の10空港全体で乗客が前年比4％減少したと報告した。

## 個人使用の電子機器やITによるカーボンフットプリントの削減
パソコンの使用、電子メール・ウェブページ閲覧・生成AI利用など日常のインターネット利用も、電子機器の製造・廃棄、長時間の電力消費などで二酸化炭素排出と環境汚染を引き起こす。

### インターネット
インターネット利用そのものにかかるカーボンフットプリントは増大の一途であり、2019年のある見積もりでは全温室効果ガス排出量の3.7%を占め、一年当たり9%ずつ上昇すると予測された。Googleは2009年すでに公式ブログで、その検索エンジン1回あたり利用は約0.2グラムの二酸化炭素に相当し、これは平均的な自動車の1メートル走行あたり排出量と同じであると述べている。Ecosiaは80%以上の利益を植林・森林再生活動を行う非営利団体に寄付している検索エンジン/ブラウザーであり、ユーザーの使用で消費される電力の2倍を賄えるほどの再生可能エネルギーを供給する専用の太陽光発電所によるサーバー運用によりカーボンネガティブを実現し、検索1回あたり大気中から二酸化炭素を1キログラム除去しているとしている。

### 電子ファイルの閲覧
一般に「エコ」とみなされているペーパーレスは、むしろ従来の紙媒体よりもカーボンフットプリントが大きいことがある。電子ファイルを読むのに使う機器が電気消費量の大きいものになるほど文書電子化のメリットは少なくなる。紙はリサイクルが容易だが化石燃料由来電力は再生できない。電子ファイルで頻繁にアクセスするものは印刷して読めば電力の節約のみならずハードウェア（ラップトップPCのバッテリーなど）の寿命も延ばす。ある研究では8ページの文書を19インチディスプレイの高性能PCで読む場合、15分以上（＝1ページ1分53秒）かかるなら紙に両面印刷して読むほうが環境負荷が少ないと見積もられた。

### エンターテインメント
ビデオストリーミングやオンラインゲームなどの電子機器娯楽は、その機器の生産にかかる分に加え、機器一つあたりの電力消費量は多くなくても長時間使うことやユーザー数の多さから無視できない二酸化炭素排出源となっている。特にオンラインゲームは高性能の機器を必要とし製品の製造にかかる排出量も電力需要による排出量も大きい。ゲームの1時間当たりの排出量はそれほど多くなくとも、社会全体としては排出量は多い。

### データセンターの利用
ウェブホスティング、クラウドストレージ、オンラインバックアップ、仮想プライベートサーバー (VPS)など一般消費者としての個々人も利用するデータセンターの二酸化炭素排出量は、全世界の温室ガス排出量の約2%であり、先のCovid-19パンデミックの間は5%から7%にもなったという報告がある。Zoomなどのオンラインミーティングで、必要のない間はビデオをオフとすることで削減できる。
さらに生成AIの急激な一般ユーザー普及が電力消費を著しく押し上げている。ある実測では、効率の悪い画像生成AIに1000枚の高解像度画像を作成させると1,600Wh消費し、これはスマートフォンを約70回完全に充電するのに十分な電力である。何百万人もの人々が生成AIを日常的に利用するようになるにつれて莫大な環境二酸化炭素排出につながることはほぼ必須である。ChatGPTなどのインターネット経由のAIではなく、各自のローカル端末で稼働する大規模言語モデルと呼ばれるAI ツールを使用することで環境負荷を軽減できるかもしれない。

### パーソナルファイナンス
個々人は利用している金融会社がGlasgow Financial Alliance for Net Zeroの一部であるかどうかをチェックし、年金、保険、投資の切り替えを検討できる。

### 暗号通貨
ビットコインなどのプルーフ・オブ・ワークシステムによって作られた暗号通貨は、カザフスタンの電気などの「汚れた」電気を使用しており、ビットコインのマイニングに使用される米国の電気も一部「汚れて」おり、化石燃料焼却分もある 。さらに暗号通貨のマイニングでは電子機器は廃棄物になるまでの短期間しか使用されないため、高炭素かつ環境汚染の排出源である。このような暗号通貨をTezosやイーサリアムなどブロックチェーンを使用したプルーフ オブ ステーク暗号に切り替えることができる。

## 適切な家族計画
2011年に70億人だった世界人口は2021年には78億人を超えており、最近わずか10年で10%以上も増加した。この世界的な人口爆発は気候変動緩和の上での課題とみなされている。提案されている人口抑制策には、家族計画や女性の教育と経済的機会へのアクセスの改善がある。出生主義の観点から多くの宗教は一部または如何なる形でも避妊や中絶を抑制または禁止しているし、子供を持つ持たないはプライベートに属することであるが、それでも倫理学者やアレクサンドリア・オカシオ＝コルテスなど一部の政治家は、そのような議論を始めている。裕福な国では、子供がいないほうがより気候変動を遅らせることができるという一部の人々の信念により少子化が進んでいるとする研究もある。
PLOS Oneに掲載された2020年4月の研究によれば、スウェーデンの大人2人世帯で子供のいる世帯はいない世帯に比べ約25%多くの二酸化炭素を排出している。この研究著者の一人であるワイオミング大学の経済学者リンダ・トゥーンストロム氏は「スウェーデンでこのような結果であれば、子供のいる世帯といない世帯の二酸化炭素排出量の差は、ほとんどの他の西側諸国ではさらに大きいと考えて間違いないでしょう。」と述べている。
2020年のプロジェクト ドローダウンはこの行動の相互に関連する2つの側面、家族計画および女性と女子の教育をそれらが世界人口増加を抑制する可能性から、気候変動に対する潜在的な解決策の第3位として挙げている。
153か国1万1,000人の科学者が署名した2019年の気候変動に関する警告によれば毎年8,000万人の人口が増加しており、それに伴う温室効果ガス増加と生物多様性の損失を軽減するため、世界人口は安定化する必要があり、理想的には徐々に減少させなければならないとしている。出生率を低下させつつ人権を強化する実績があり効果的であると彼らが推奨する政策には、教育における男女格差を取り除くことや、家族計画サービスがすべての人に提供されるようにすることなどがある。2021年のある研究は気候政策に関して人口増加はほとんど無視されてきたと述べ、これは強制不妊や中国の一人っ子政策など暗い歴史のせいでタブー視されているためであるとし、人口政策は、児童婚の廃止・家族計画サービスの拡大・女性と女子の教育の改善などによる（「緑の政治」の一部としての）社会正義と、気候や地球環境に対する人間の悪影響の両者を同時に緩和できると主張している。
2022年、科学者のグループは、気候変動と生物多様性の損失の両方を緩和するために必要な変革の一環として、世界中の家庭に対し子供は1人までとするよう訴えた。とはいえ日本で顕著になってきたように少子化は将来の高齢化社会の一因であり、したがってこれに関しては地球温暖化対策と高齢化社会対策は相反するともいえるが、この点に関しての議論は2023年時点でほとんどなされていない。

## 政治的提唱への参加

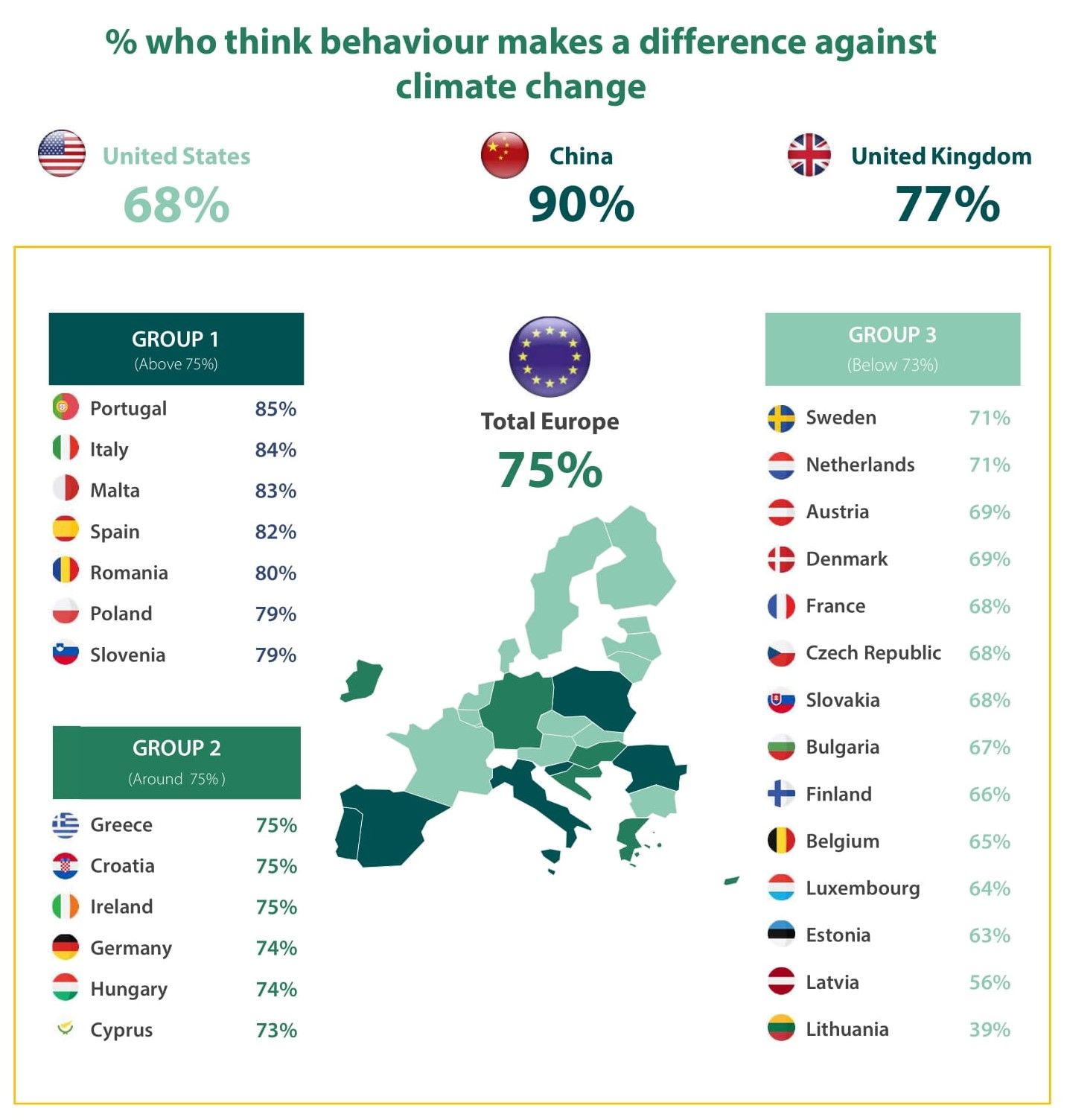
2020-21年の欧州投資銀行気候調査結果によると、欧州人75%、米国人68%、中国人90%が「あなた自身の行動が気候変動への取り組みに変化をもたらすと思いますか?」という質問にイエスと回答した。

気候変動政策に影響を及ぼすため個々人が取れる行動として、政治的解決を目標に集団行動を実践する支援団体へ一市民として参加し、カーボンプライシング、食肉価格設定、化石燃料および畜産への補助金の廃止、自動車の使用を奨励する法律の廃止などを主張することなどがある。

### 活動家の動き

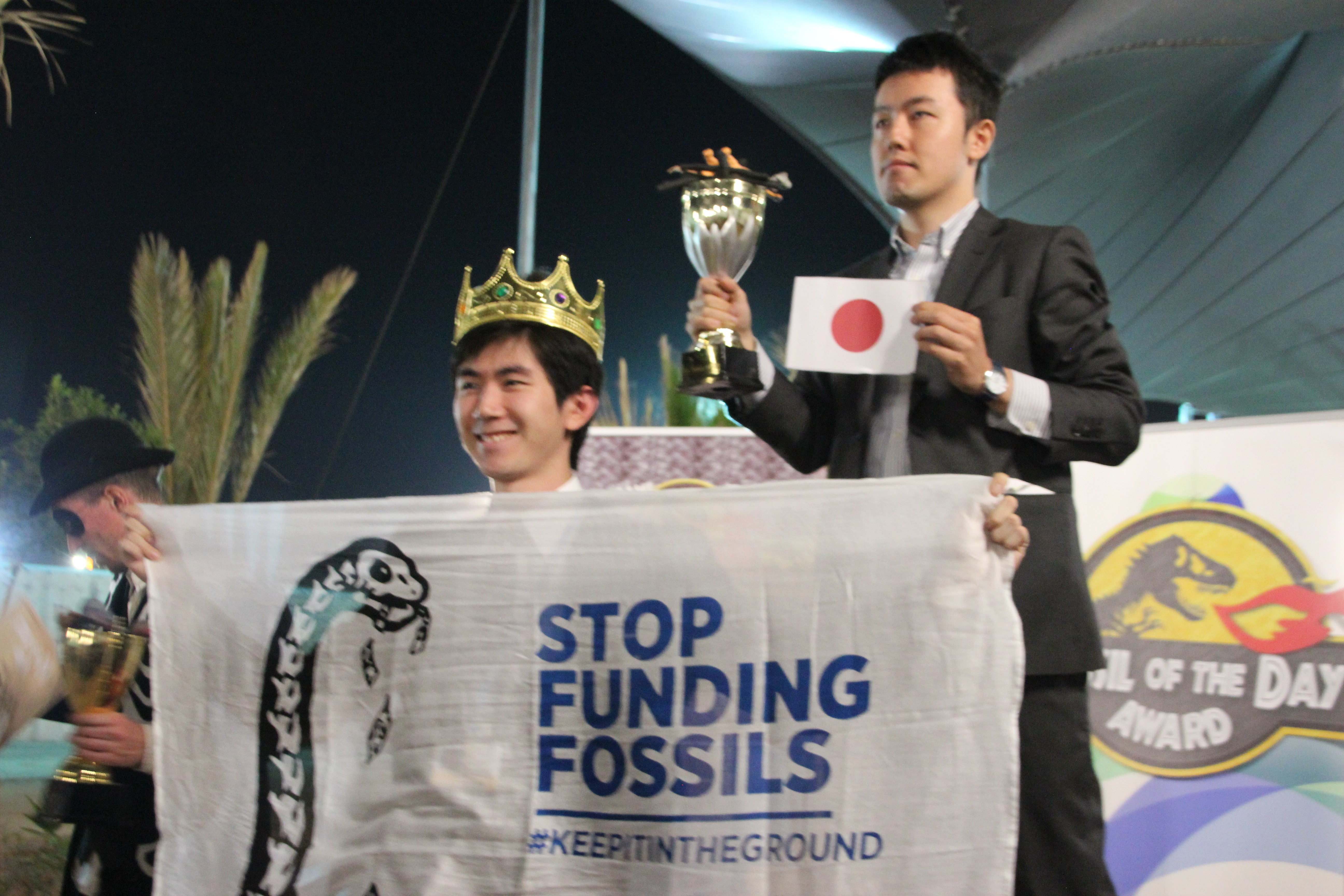
日本に向けての"Fossil of the Day"メッセージ

気候変動の長期的な悪影響は、資源消費を削減するための個々人や地域社会の活動によって改善できると信じる人もいる。One Earthに掲載された2023年のレビュー研究によれば世論集計の結果、ほとんどの人が気候変動が現在すぐ近くで起こっていると認識している。気候変動運動に関連する多くの環境擁護団体(アースデイ ネットワークなど) は、そのような個々人による保護活動や環境問題を中心とした草の根組織の奨励に重点を置いている。
Critical Mass は通常毎月最終金曜日に世界中のさまざまな都市で開催されるイベントで、自転車、一輪車、スケートボーダー、インラインスケーター、ローラースケーター、その他の自走通勤者が一斉に街頭に繰り出す。これはサンフランシスコ市が自転車にいかに非友好的な都市であるかに衆目を集めるという考えで始まり、今では多くの都市で開催されている。
気候問題への意識を高めるため活動家たちは2019年9月下旬に一連の国際的な労働と学校のストライキを組織し、推定600万人から730万人が参加した。
2020年7月20日、ポルトガルの権利賞を受賞したスウェーデンの気候活動家グレタ・トゥーンベリは、グルベンキアン賞の賞金100万ユーロを環境と気候変動に焦点を当てた団体に寄付すると誓約した。
さまざまな分野の非政府組織団体（NGO）がこの問題に立ち向かうべく団結している。Stop Climate Chaosと呼ばれる50のNGOからなる連合は、気候変動の問題を強調するために2005年に英国で発足した。Campaign against Climate Changeは、純粋に気候変動の問題に焦点を当て、政府に行動を促すために設立され、政策上の変化をもたらすのに十分な規模の抗議運動を展開している。
米国でNextGen America、Climate Hawks Vote、Environmental Defense Fundなどの団体は、気候変動への行動を高い優先事項とする公職議員を選出するために取り組み、Citizein’s Climate Lobbyは、国家レベルで炭素価格を設定することを目的とした超党派の国家政策を通じて気候変動の解決策を提案している。
環境保護活動家のビル・マッキベンは2007年に350.orgを設立し、2012年以来大学や公的機関に働きかけて化石燃料産業から投資資産を撤退させることを試みた。2016年12月までに、世界中で合計688の機関と5万8000人以上の個人、資産総額5兆5000億ドルが化石燃料産業から撤退した。
ザイトガイスト・ムーブメントなどの他の研究者や運動は、資源の消費を減少させるため、生産の構造的な効率向上、協力と地域性の増加、効果的な共有、拡張可能性の向上、持続可能性、製品の最適設計などを通じた新しい社会経済モデルを提案している。それには、消費者が市場を介して企業に持続可能な製造と製品を奨励することが含まれている。

### 補助金と税金の改革
政策による支持は、気候変動を緩和する個々人の行動を妨げる、化石燃料産業やその他に対する補助金の廃止に焦点を当てることができる。たとえば、
- 灯油補助金は電力への切り替えを妨げるため廃止する[372]。
- トルコの貧しい家族に無料で石炭を提供するプログラムを廃止する。都市での天然ガスへの切り替えを妨げる上、必要以上の石炭の浪費につながる[373][374]。
- 現在ガスより電気の方が高いせいで、住宅のガス給湯器をヒートポンプに切り替えるのを妨げている税金と規制コストのバランスを再調整する[375]。
- 畜産に対する農場補助金は肉や乳製品の価格を下げ、個々人が植物食中心の食習慣へ移行するのを妨げるため削減する[375]。
- 上記などで補助金としてきた資金を、炭素税とあわせすべての人または貧困層に平等に分配される炭素配当とするために振り向け、高炭素生活習慣からの「Just Transition」の一環として個々人が行動を起こすよう奨励する[376]。

とはいえ補助金を突然に廃止すると、政府が信頼されていない場合や良い代替政策がない場合は、社会不安を引き起こしかねない。その一例は、2019年にエクアドルがサービスを維持するのに十分な電動バス車両なしでガソリンとディーゼルの補助金を廃止したことである。その結果一夜にして燃料価格は25-75%上昇し、それに伴う運賃値上げが暴動を引き起こした。

## 気候問題についての教育・啓蒙
持続可能な消費活動に関する教育、特に子供を対象とした教育は、中国民の93%、欧州国民の92%、英国民の88%、米国民の81%によって優先事項とみなされている。気候変動教育はイタリアでは2019年に義務化され、ブラジルでも2025年までの義務化が計画された。日本政府も2024年5月「環境教育の推進に関する基本方針」の変更を閣議決定した。
「地球温暖化について議論することは、気候科学のより大きな受け入れにつながります。」イェール大学の気候コミュニケーションプログラムは、より穏健派の人々と「気候に関する会話」を始めることを推奨している。このプログラムは「米国における気候変動を巡るイデオロギーの対立は悲しいことに今ではよく知られたもので、適切か不適切かと思われる表現が何であれ「信じる者」と「疑う者」の階級を隔てる手に負えない溝がある。」と現状分析している。このことは、2023年時点で米国では民主党員の65%が気候変動を憂慮しているが、共和党員はわずか8%であることに端的に表れている。しかし、「気候変動に対して否定的な米国人はわずか10%で、過半数の米国人（約60%）は中間にいて気候変動に対してオープンな考えを持っている。」と訴えている。
Carbon Conversations は、炭素削減を困難にする複雑な個人感情や社会的圧力を考慮しながら、炭素削減の実用性に取り組む心理社会的プロジェクトである。ガーディアン紙で気候変動に取り組むための最良のアイデア20の1つとして引用された。

2023年時点で米国では民主党員の65%が気候変動を憂慮しているが、共和党員はわずか8%である。

日本でも温暖化の悪化に伴いようやく一般社会の問題意識が高まり、関連テーマのイベントが各地で開催されている。その中でしばしば環境保護や温暖化抑制に向けての取り組みのアイデアの研究発表会やコンテストも行われており、とくに環境危機意識の高い子供や若年層からの斬新なアイデアが寄せられるようになってきた。女子高校生3人が協力して開発した緑藻類（ミドリムシ）を人工イクラのようなボールに封入し、二酸化炭素吸収材として使うアイデアは2025年台湾国際科学フェア生化学部門1位となった。
「デカボ」とは脱炭素（decarbonization）を意味する日本で使われる略称であり、脱炭素取り組みのキーワードとして汎用される用語である。デカボを促進するツールとして、簡単な質問に答えることで個々人の１年間あたり二酸化炭素排出量を概算するツールが開発された。2025年これを使用した都道府県別調査が実施され、その結果一人あたりの年間排出量ベスト３は、第1位 栃木県（4.32トン）、第2位 長野県（4.37トン）、第3位 愛媛県（4.40トン）で、ワースト３は、第1位 東京都（7.28トン）、第2位 福島県（6.97トン）、第3位 神奈川県（6.94トン）であった。同じ日本国内でも例えば東京都民は僅か２県隣の栃木県民の実に1.7倍近くもの二酸化炭素を排出していることは特筆に値する気候不正義である。
2025年関西万博でドイツが出展したパビリオンのメインテーマは「Circularity（循環）」であり、まちづくりから個人の暮らしまでのあらゆるレベルで「循環の思想」を来場者自身が学び体験し、その体験を通し循環型未来へと続く道を歩めるよう設計された。「特に将来を担う子どもたちにこのパビリオンを訪れ『循環型や持続可能性は、自分で選びとるものである』という感覚を体験してほしい。」と担当者は述べた。

## 個々人の活動に関する議論と批判
個人レベルでのカーボンフットプリント削減方法に関する公の推奨はしばしば効果が少ない行動に焦点を当てており、効果がより大きい個々人が取れる行動については、2017年の時点では主流メディア、政府出版物、幼稚園から高等学校までの教科書などはほとんど述べられていなかった。
たとえばよくある推奨に、自動車をハイブリッド車に置き換えること、冷水での洗濯、リサイクル、電球のアップグレードなどがあるが、これらはすべて効果の少ない行動である。数人の研究者は、「（個々人で実行可能な）効果の大きい行動は、より一般的に議論されている多くの選択肢よりも効果的です。たとえば、植物食中心の食生活は、電球のアップグレードの8倍の排出量を節約できます」などと述べている。
他方では、気候危機の解決のために子供の数を減らす必要はないという主張がある。またある主張では最も効果のある消費者行動は、電気自動車や暖房などの家庭の電化であると述べている。気候変動は集団行動の問題、具体的には「コモンズの悲劇」で政治的な問題であり、個々人の領域の問題ではないという主張もある 。消費者としての個々人の行動やパーソナルライフの「グリーン化」は、集団行動、特に1988年以降の炭素排出量の71%を生み出している化石燃料ロビーの責任を問う行動と比較すると取るに足らないという主張もある。
一方で個々人の行動が集団行動につながるとして奨励し、「社会行動に関する研究によると、ライフスタイルを変えることが組織的変化の勢いの原動力になる」と強調する人もいる。個々人が化石燃料製品の消費を減らせば需要が減り化石燃料の減産につながる。

### 個々人の行動を誤らせる情報や政策
参照:米国の気候変動政策 § トランプ政権
個人レベルでの努力を過度に奨励すると、関連した税支出を伴う政策への支持が逆に低下する場合もある。その一例としてある研究は人々に「グリーンエネルギー」を促すと炭素税への支持が弱まることを見出した。
気候変動に関するメディア報道は、しばしば異常気象などの気候変動の影響についてのみ報道し、個々人または政府が講じることができる行動については言及していない。
植物中心の食生活（菜食主義）をビーガンと混同した主張も誤りである。ビーガンダイエットのように動物性食品を厳密にすべて除外することまでは要求されない。